# Оплата проезда в Московском метрополитене
Оплата проезда в Московском метрополитене, на Московском центральном кольце (МЦК) и на станциях Московских центральных диаметров (МЦД) осуществляется с помощью бесконтактной технологии NFC. Пропуск на станции контролируется автоматическими турникетами, считывающими информацию об оплаченных поездках с бесконтактных билетов и транспортных карт. Помимо распространённой карты «Тройка», в роли транспортной карты может выступать мобильный телефон с сервисом «Мобильный билет» и банковские карты с приложением «Экспресс Кард». На всех станциях существуют специально отмеченные турникеты, позволяющие оплачивать поездки непосредственно с банковских карт любого банка, поддерживающих беспроводную оплату MasterCard Contactless, Visa payWave, UnionPay, Мир, а также с помощью мобильных телефонов, использующих системы платежей Samsung Pay (с марта 2022 года — только с картами «Мир»), Apple Pay и Google Pay (до конца февраля 2022 года), Mir Pay.
На протяжении истории также использовались бумажные билеты, проверявшиеся контролёрами, турникеты с приёмом монет, турникеты с приёмом жетонов и карт с магнитной полосой.

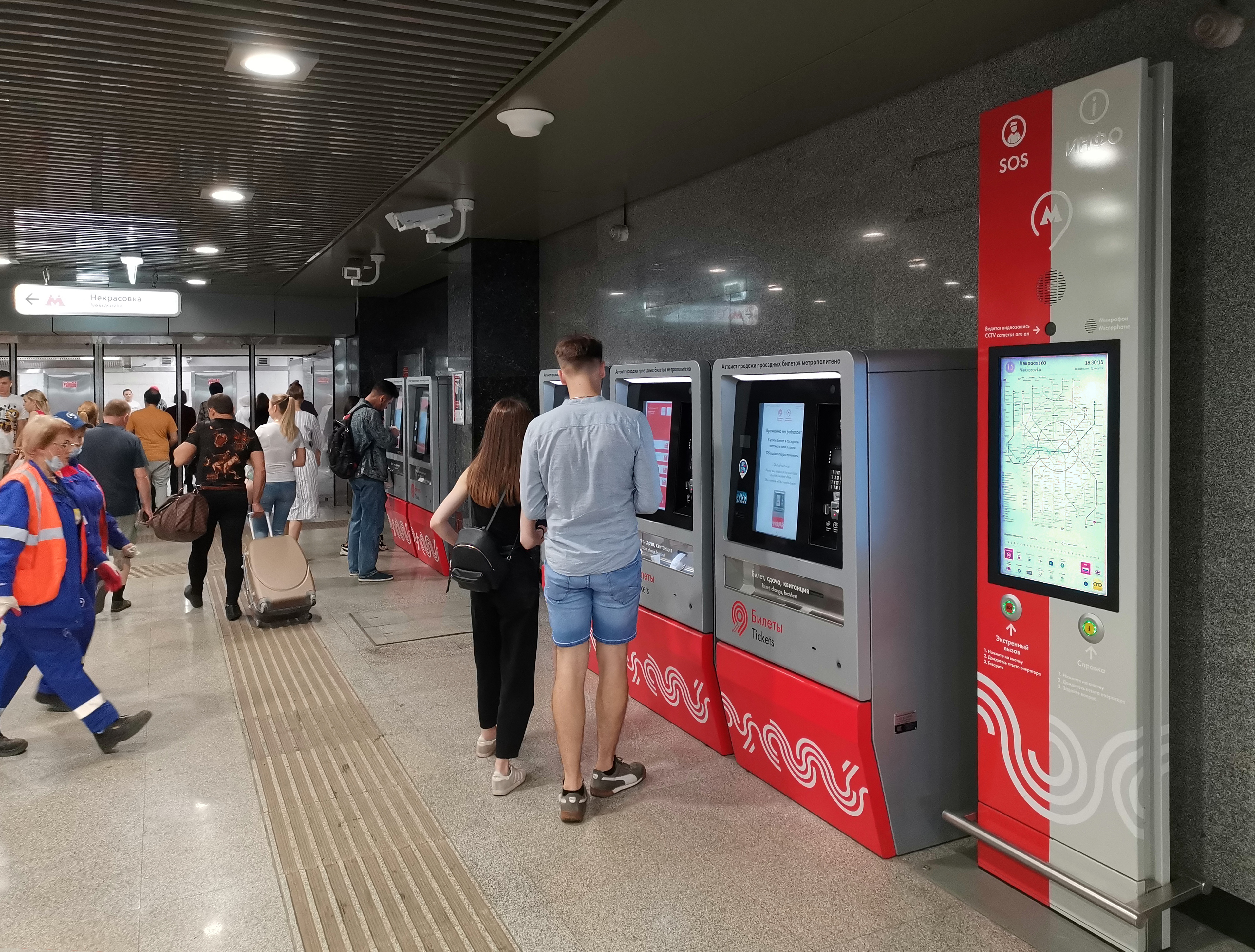
Билетные автоматы на станции, 2020 год

Кассы и автоматы, позволяющие приобрести билеты и транспортные карты, находятся на всех станциях метрополитена и МЦК; возможна оплата наличными или банковской картой (на отдельных киосках возможна только банковской картой).
Стоимость поездки не зависит от длины маршрута и количества пересадок в метрополитене. Также в стоимость одной поездки включены пересадки между метро, МЦК и МЦД, если между началом поездки и пересадкой проходит не более 90 минут.

## Средства оплаты
Билеты и транспортные карты реализованы в виде бумажных и пластиковых бесконтактных смарт-карт, использующих технологию «Mifare Standard», «Mifare Ultralight» и «Mifare Plus».

### Бумажные билеты
Бумажные билеты — «Единые», на количество поездок или на календарный месяц — продаются в кассах и автоматах метро и ГУП «Мосгортранс». В отдельных случаях выпускаются специальные билеты «Единый».

Специальные билеты «Единый»
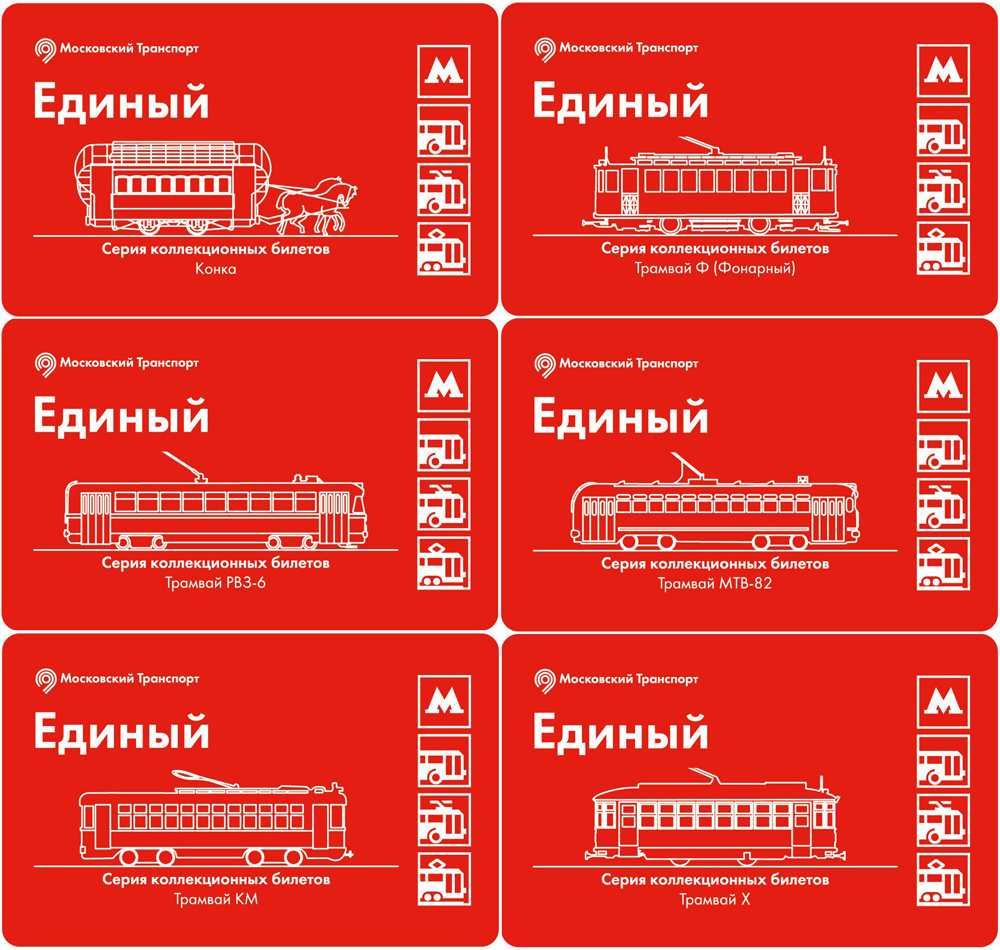
Современные билеты «Единый» со стилизованными историческими трамваями Москвы (из коллекционной серии «Парад трамваев», поступили в продажу 10 апреля 2017 года)
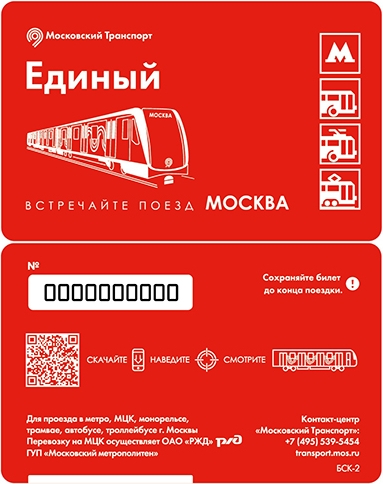
Билет «Единый», посвящённый запуску поезда 81-765 «Москва» (поступил в продажу 14 апреля 2017 года)
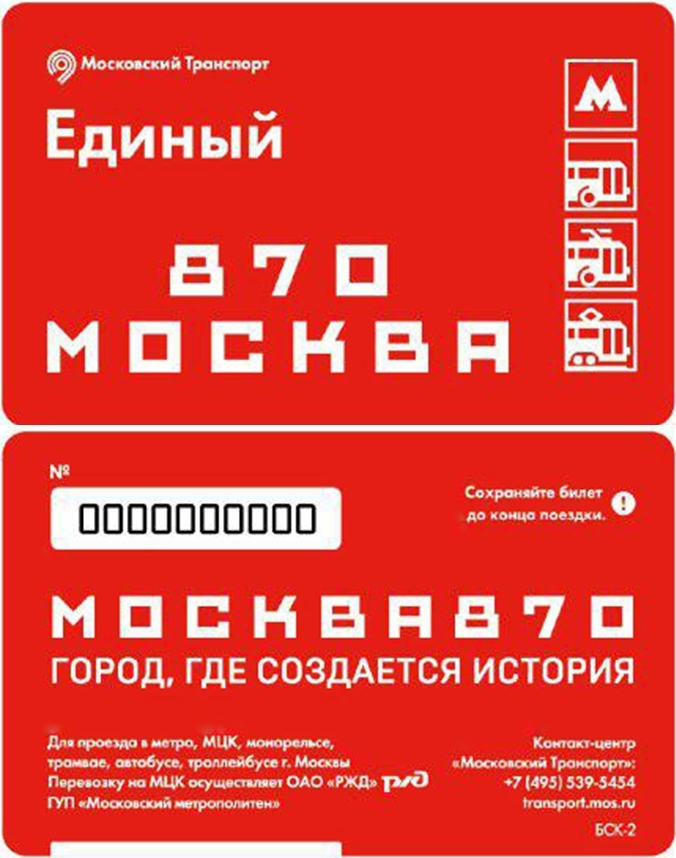
Билет «Единый», выпущенный в честь 870-летия города Москвы (поступил в продажу 6 сентября 2017 года)

- «Единый» билет имеет фиксированный лимит на 1 или 2 поездки, лимит поездки можно использовать для проезда на любом виде общественного транспорта.

Пополнение или продление билета после исчерпания лимита поездок или срока действия невозможно. В период локдауна по причине COVID-19 бумажные билеты были аннулированы.

### Карта «Тройка»
Транспортная карта «Тройка» представляет собой бесконтактную пластиковую смарт-карту. Для оплаты проезда используется либо заранее внесённая денежная сумма — функция «Кошелёк», либо записываемый на карту билет.

#### Тариф «Кошелёк»
Тариф «Кошелёк» позволяет совершать поездки в рамках заранее внесённой суммы. При оплате поездки используется тариф на одну поездку, за исключением случаев, когда один проход на метро (либо МЦК, либо монорельс) и неограниченное количество поездок на наземном транспорте уложились в 90 минут — тогда используется тариф «90 минут».
Также возможно записать на карту «Тройка» билеты «Единый» (на количество поездок или безлимитный), «90 минут» с теми же тарифами и с такими же возможностями, как и соответствующие бумажные билеты.

#### Билеты с ограничением на количество суток
Билеты с ограничением на количество суток (1, 3, 7 суток, 30, 90, 365 дней) не продаются в бумажном виде, но доступны для записи на «Тройку». Они позволяют совершить неограниченное количество поездок на метро, МЦК, МЦД (с ограничениями), монорельсе и наземном общественном транспорте Москвы в течение соответствующего временного отрезка.
Карты распространяются в кассах метро, МЦК и монорельса и некоторых кассах Мосгортранса. Для приобретения карты необходимо внести залоговую стоимость (по состоянию на 2025 год — 150 рублей), которая возвращается при возврате карты в кассу. Таким же образом распространяются брелоки и кольца «Тройка», функционально соответствующие карте, но не имеющие возвращаемой залоговой стоимости. В условиях локдауна по причине COVID-19 становится единственным доступным способом оплаты проезда в метро, к которому обязательна привязка цифрового пропуска. Также в соответствии с нормами 97-УМ часть карт «Тройка» блокируется по заявлению работодателей, передающих данные о переведённых на удалённую работу сотрудников; в октябре—декабре 2020 года были зафиксированы случаи несанкционированной блокировки карт «Тройка» у категорий лиц, не подпадающих под описанные в указе случаи.
С 1 сентября 2022 года изменился порядок работы безлимитных билетов: их можно активировать в течение 10 дней с момента покупки. Для этого достаточно выполнить хотя бы одну поездку в течение 10 дней с момента покупки. Если этого не сделать в течение 10 дней, билет активируется автоматически на 11 день. Изменение затрагивает также социальные карты.

##### Услуга «Мобильный билет»
Для оплаты прохода на всех турникетах могут использоваться телефоны, поддерживающие NFC, в которых установлена специальная SIM-карта, поддерживающая сервис «Мобильный билет». Такие SIM-карты выпускает только оператор «Теле2», ранее их выпускали операторы «МТС», «Мегафон» и «Билайн». Оплата проезда производится только по тарифу «Кошёлек» карты «Тройка», баланс счёта «Кошелёк» поддерживается в диапазоне 90-150 рублей путём автоматического списания средств со счёта мобильного телефона.

#### Приложение «Тройка» на банковской карте
Банковские карты с приложением «Тройка» полностью поддерживают функциональные возможности транспортной карты «Тройка» и позволяют приобретать записываемые на карту билеты и пополнять «Кошелёк» карты «Тройка», используя основной счёт карты. Такие карты выпускают Сбербанк, банк Русский Стандарт, Газпромбанк, банк ВТБ, Россельхозбанк и Росбанк.
19 декабря 2022 года ГУП «Московский метрополитен» объявил об отказе со 2 января 2023 года от поддержки электронных транспортных приложений к банковским картам.

#### Приложение «Экспресс Кард» на банковской карте
Банковские карты с приложением «Экспресс Кард» позволяют оплачивать поездки непосредственно со счёта банковской карты по тарифу одной поездки «Кошелька» «Тройки», при этом другие тарифы и функциональность «Тройки» не поддерживаются. По состоянию на апрель 2017 года в программе участвуют 13 российских банков.

19 декабря 2022 года ГУП «Московский метрополитен» объявил об отказе со 2 января 2023 года от поддержки электронных транспортных приложений к банковским картам.

Карта «Тройка»
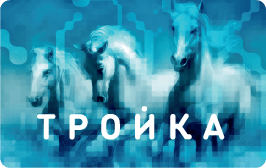
Карта «Тройка», лицевая сторона
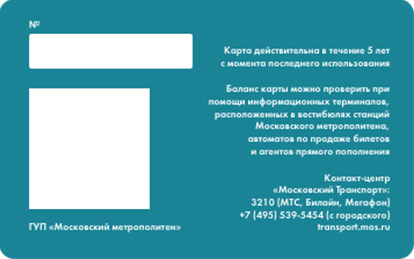
Карта «Тройка», обратная сторона
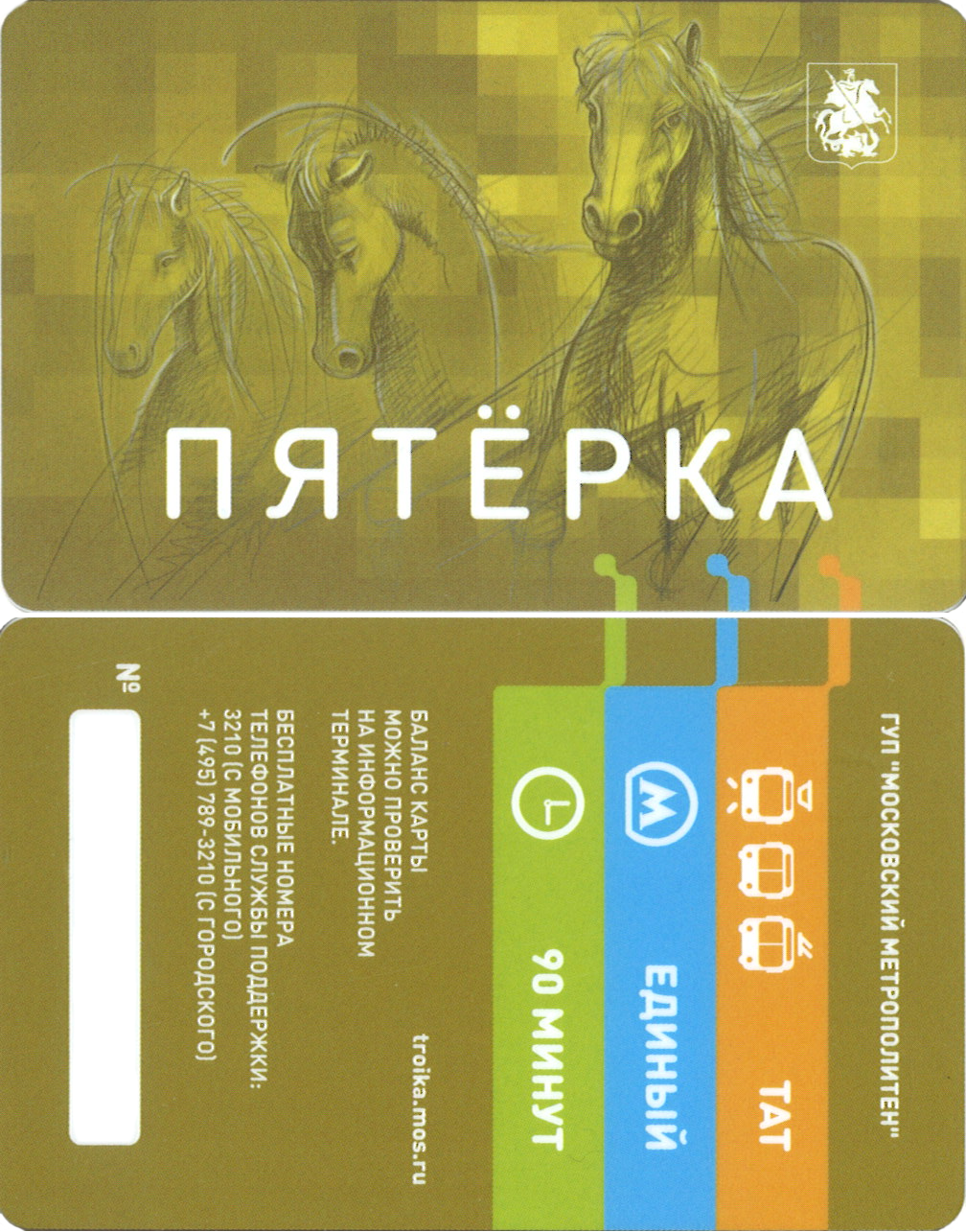
Карта «Пятёрка»
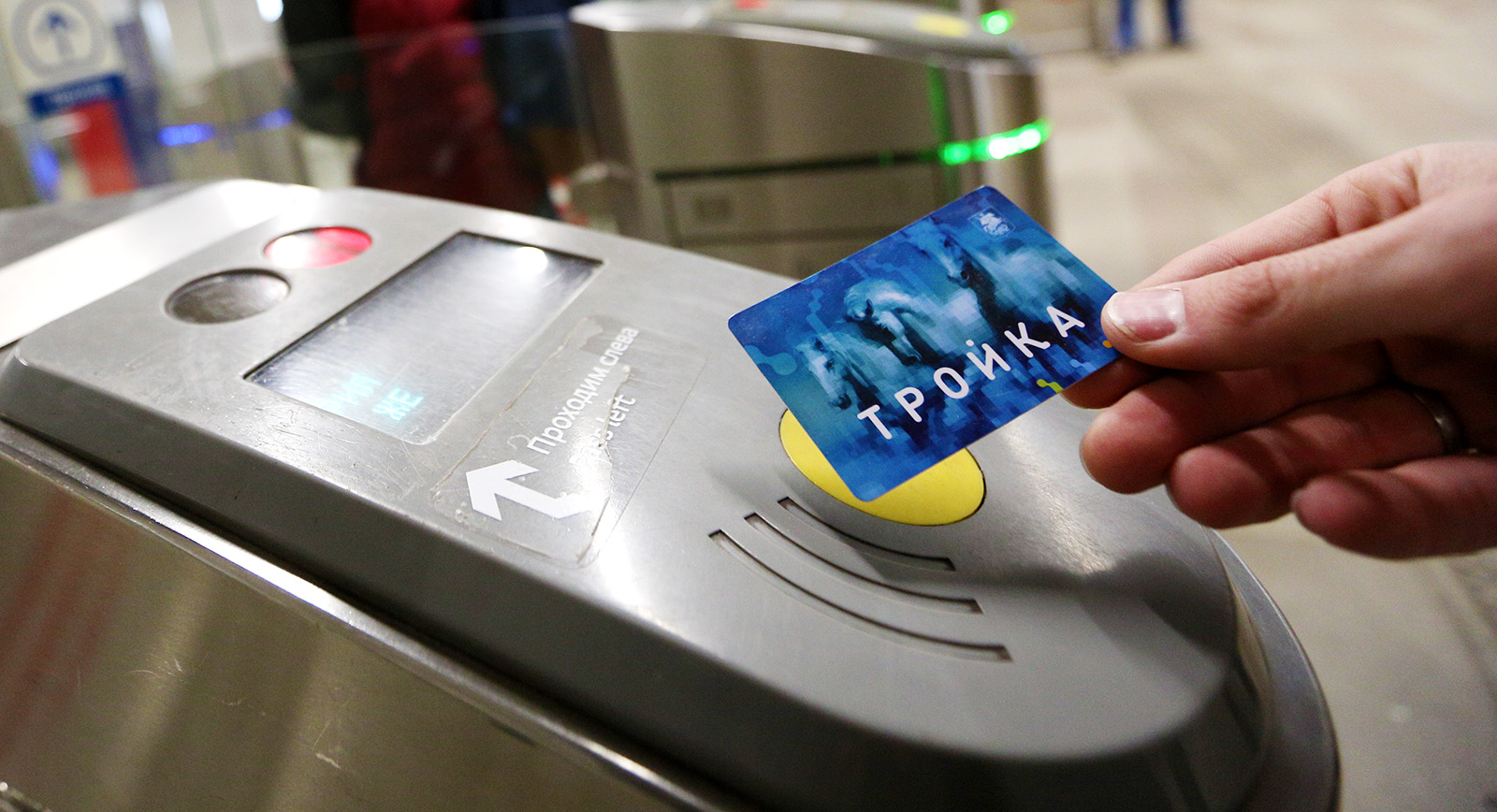
Карта «Тройка», поднесённая к валидатору
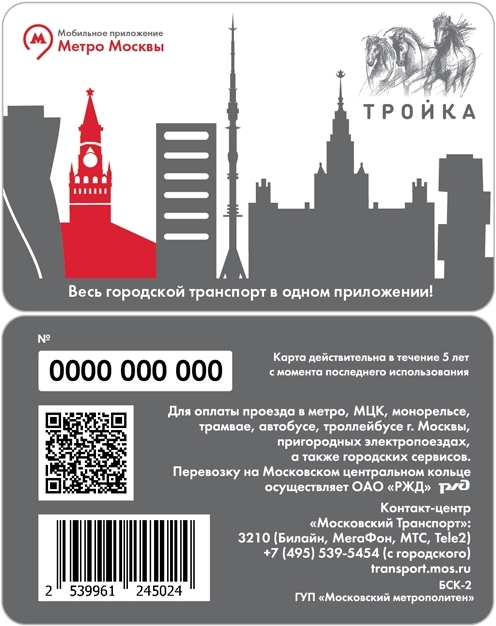
Карта «Тройка», посвящённая запуску мобильного приложения «Метро Москвы»
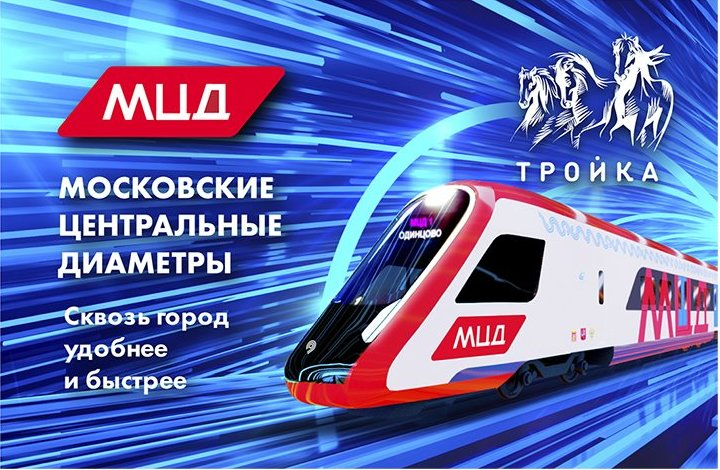
Карта «Тройка», посвящённая запуску МЦД
Карта «Тройка», посвящённая основанию общества коллекционеров «Наше метро» (26 января 2017)
Карта «Тройка» с изображением Рускеальского экспресса

### Банковские карты и приложения «Pay»

Логотип бесконтактной оплаты

Существует несколько способов использования банковских карт для прохода на станции метрополитена и МЦК. Выпускаемые некоторыми московскими банками специально для использования на транспорте банковские карты с приложениями «Экспресс Кард» и «Тройка» позволяют оплачивать проход прикосновением карты на любом турникете системы. В условиях локдауна по причине COVID-19 данный вид оплаты проезда блокировался.
Банковские карты MasterCard Contactless, Visa payWave, UnionPay и Мир, поддерживающие технологии беспроводной оплаты, могут быть использованы для оплаты прохода на любых турникетах в метро и МЦК и специально оборудованных для этого турникетах на МЦД. Ранее для этой цели использовались один или два таких обозначенных наклейками турникета. Эквайринг обеспечивает банк ВТБ. Проезд оплачивается по специальному тарифу, сумма списывается непосредственно со счёта карты. Турникеты, оборудованные для поддержки бесконтактной оплаты, могут использоваться и для оплаты с помощью смартфонов и умных часов, поддерживающих системы мобильных платежей Mir Pay, Sber Pay, Samsung Pay (с марта 2022 года — только с картами «Мир»), Apple Pay и Google Pay (до конца февраля 2022 года). Используются те же тарифы, что и при оплате бесконтактной банковской картой, средства, как правило, списываются с привязанной к системе платежей банковской карты.
В августе 2021 года Департамент транспорта и развития дорожно-транспортной инфраструктуры города Москвы объявил о модернизации турникетов метрополитена. В октябре департамент заявил, что в 2022 все турникеты смогут принимать банковские карты. 9 марта 2022 года пресс-служба Московского метрополитена сообщила, что выполнена установка уже 34 новых турникетных «голов».
Станция метро «Рижская», открывшаяся после реконструкции 7 мая 2022 года, стала самой первой станцией метро, на которой обновили все турникеты. Все турникеты принимают банковские карты. Также есть турникет, принимающий FacePay.
К концу июня 2022 года были обновлены все турникеты на станциях «Комсомольская» Кольцевой линии, «Фрунзенская» и «Рижская».
17 августа на станциях «Проспект Мира» были обновлены все турникеты, они стали принимать банковские карты. Более того, на станции «Проспект Мира» Калужско-Рижской линии все турникеты принимают оплату с помощью FacePay.
14 сентября 2022 года Московский метрополитен заявил, что в ноябре 2022 года будут обновлены турникеты на всех станциях метро. В декабре 2022 года также стало известно об обновлении всех турникетов Московского центрального кольца в количестве 249 штук.
В феврале 2023 года стало известно о полном обновлении турникетов метро и МЦК. Также стало известно об обновлении не только основных, но и «реверсивных» турникетов: согласно заявлениям Московского метрополитена, в случае очень высокого пассажиропотока, «реверсивные» турникеты будут включаться на вход.

#### Система биометрической оплаты (FacePay)
Для оплаты проезда с помощью системы биометрической оплаты (или FacePay) необходимо:
1. Убедиться, что пройдена регистрация в приложении «Метро Москвы» или на сайте Московского метрополитена (или зарегистрироваться)[41];
2. Сделать фотографию лица в приложении «Метро Москвы»[41];
3. Привязать банковскую[41] или социальную карту;
4. Подойти к турникету, отмеченному специальным стикером и посмотреть в камеру[41]. При успешной идентификации и оплате проезда створки турникета откроются автоматически.

Стоимость проезда — 63 ₽. Количество турникетов — не менее 1 в каждом вестибюле станции. В отдельных случаях количество турникетов, принимающих оплату по биометрии, может быть больше.
Система распознавания лиц в целях оплаты проезда не связана с так называемым «пилотом» по установке камер безопасности с функцией распознавания лиц.

##### История развития системы
В апреле 2019 года ГУП «Московский метрополитен» сообщил о совместном с крупными компаниями тестировании системы распознавания лиц для оплаты проезда. По сообщению пресс-службы, оборудование, устанавливаемое рядом крупных компаний за свой счёт, будет способно распознавать лица граждан, которые дали своему банку согласие на обработку биометрических данных при проведении платежей.
По данным Максима Ликсутова, в ходе ограниченного пилотного проекта распознавание лиц для оплаты проезда срабатывает медленнее, чем оплата по «Тройке» или банковской картой, но внедрение при участии ВТБ и Сбербанка ожидается до конца 2020 года. Система основана на биометрическом распознавателе LUNA Platform от фирмы VisionLabs (с применением зашифровывания биометрических дескрипторов) и требует регистрации через специальное мобильное приложение. По заявлению сотрудника ВТБ, оплата будет интегрирована с банковской Единой биометрической системой Ростелекома (65 тысяч пользователей на ноябрь 2019 года), а технология в перспективе позволит пассажиру преодолевать турникет буквально за одну миллисекунду.
Технология запущена в октябре 2021 года.
По состоянию на сентябрь 2023 года, согласно официальным данным, в метро и на МЦК к системе биометрической оплаты подключен 881 турникет, в терминалах Аэроэкспресса — подключено 8 турникетов.
В 2025 году планируется подключить все турникеты метро.

### Система быстрых платежей
Оплата с помощью Системы быстрых платежей заработала с 17 июня 2022 года в московском транспорте. С помощью СБП можно оплатить билет в кассах на станциях Большой кольцевой линии.
10 ноября 2022 года Департамент транспорта и развития дорожно-транспортной инфраструктуры города Москвы сообщил о тестировании функции оплаты с помощью СБП на турникетах. 28 марта 2023 года стало известно о тестовом запуске функции на станциях «Деловой центр», «Кунцевская», «Марьина Роща», «Проспект Вернадского» и «ЦСКА» Большой кольцевой линии.
С 11 января 2024 года оплата проезда с помощью СБП стала доступна на всех турникетах метро и МЦК в тестовом режиме

## Тарифы
| Тариф | Стоимость, ₽                     | Примечания |
| --- | -------------------------------- | --- |
| Залоговая стоимость | 150                              | В течение 5 лет после продажи карта может быть возвращена. Залоговая стоимость карты повышается с 1 декабря 2023 года |
| Поездка на метро, МЦК, МЦД зоны «Центральная» или наземном транспорте (тариф «Кошелёк»)                                                    | 67                               | |
| Поездка на метро, МЦК, МЦД зоны «Центральная» и неограниченное число пересадок на наземном транспорте в течение 90 минут (тариф «Кошелёк») | 100                              | |
| Поездка на метро, МЦК и МЦД зоны «Центральная», «Пригород» (тариф «Кошелёк»)                                                               | 90                               | |
| Поездка в зону «Дальняя» МЦД (тариф «Кошелёк»)                                                                                             | 90 (+36 за 1 тарифную зону ЦППК) | Границы зоны «Дальняя»: Дмитров, Кубинка, Новоиерусалимская, Чехов, Клин, 88 км, Нара, Крутое                         |

| Билет                                     | Носитель       | Количество поездок | Общая стоимость, ₽ | Стоимость 1 поездки, ₽ | Срок действия, дней             | Зоны МЦД              | Примечания |
| ----------------------------------------- | -------------- | ------------------ | ------------------ | ---------------------- | ------------------------------- | --------------------- | --- |
| Единый на 1 поездку                       | Бумажный       | 1                  | 80                 | 80                     | 5                               | Нет                   | |
| Единый на 2 поездки                       | Бумажный       | 2                  | 160                | 80                     | 5                               | Нет                   | |
| Единый на 1 сутки                         | Карта «Тройка» | ∞                  | 375                | —                      | 1                               | Центральная           | Необходимо начать использовать не позднее 10 суток с момента продажи (включая день продажи) |
| Единый на 3 суток                         | Карта «Тройка» | ∞                  | 720                | —                      | 3                               | Центральная           | Необходимо начать использовать не позднее 10 суток с момента продажи (включая день продажи) |
| Единый на 30 суток                        | Карта «Тройка» | ∞                  | 3160               | —                      | 30 (с момента первого прохода)  | Центральная           | Срок действия начинается с момента первого прохода. Если в течение 10 суток с момента продажи проходов не было, то билет автоматически активируется на 11 сутки. Также предоставляются бесплатные поездки на велосипедах «Велобайк» |
| Единый на 30 суток (зона МЦД «Пригород»)  | Карта «Тройка» | ∞                  | 3940               | —                      | 30 (с момента первого прохода)  | Центральная, Пригород | Срок действия начинается с момента первого прохода. Если в течение 10 суток с момента продажи проходов не было, то билет автоматически активируется на 11 сутки. Также предоставляются бесплатные поездки на велосипедах «Велобайк» |
| Единый на 90 суток                        | Карта «Тройка» | ∞                  | 7650               | —                      | 90 (с момента первого прохода)  | Центральная           | Срок действия начинается с момента первого прохода. Если в течение 10 суток с момента продажи проходов не было, то билет автоматически активируется на 11 сутки. Также предоставляются бесплатные поездки на велосипедах «Велобайк» |
| Единый на 90 суток (зона МЦД «Пригород»)  | Карта «Тройка» | ∞                  | 10080              | —                      | 90 (с момента первого прохода)  | Центральная, Пригород | Срок действия начинается с момента первого прохода. Если в течение 10 суток с момента продажи проходов не было, то билет автоматически активируется на 11 сутки. Также предоставляются бесплатные поездки на велосипедах «Велобайк» |
| Единый на 365 суток                       | Карта «Тройка» | ∞                  | 22650              | —                      | 365 (с момента первого прохода) | Центральная           | Срок действия начинается с момента первого прохода. Если в течение 10 суток с момента продажи проходов не было, то билет автоматически активируется на 11 сутки. Также предоставляются бесплатные поездки на велосипедах «Велобайк» |
| Единый на 365 суток (зона МЦД «Пригород») | Карта «Тройка» | ∞                  | 29400              | —                      | 365 (с момента первого прохода) | Центральная, Пригород | Срок действия начинается с момента первого прохода. Если в течение 10 суток с момента продажи проходов не было, то билет автоматически активируется на 11 сутки. Также предоставляются бесплатные поездки на велосипедах «Велобайк» |

| Тариф                                                                                 | Стоимость, ₽ | Примечания |
| ------------------------------------------------------------------------------------- | ------------ | ---------- |
| 1 поездка в метро, МЦК и МЦД зоны «Центральная»                                       | 74           |            |
| 1 поездка в метро, МЦК и МЦД зоны «Центральная» (при оплате по биометрии)             | 63           |            |
| 1 поездка в метро, МЦК и МЦД зоны «Центральная», «Пригород»                           | 97           |            |
| 1 поездка в метро, МЦК и МЦД зоны «Центральная», «Пригород» (при оплате по биометрии) | 84           |            |

В конце ноября 2019 года, в связи с вводом Московских центральных диаметров, частично проходящих в Московской области, появились безлимитные билеты «Единый» на 30 и 90 дней, а также год с возможностью проезда в пригородной зоне МЦД. Данные билеты стоят дороже, чем обычные безлимитные билеты, действие которых заканчивается в зоне МЦД «Центральная».

### Оплата багажа

Билет для провоза багажа образца марта 2013 года

По правилам, для оплаты багажа используется бумажный багажный билет, позволяющий провезти одно место багажа, выходящего за лимиты бесплатного провоза. При оплате провоза багажа проезд пассажира должен оплачиваться отдельно. В метрополитене и на монорельсе оплате подлежит каждое место багажа, «сумма измерений которого по длине, ширине и высоте находится в пределах от 121 см до 150 см» а также «длинномерные предметы, длина которых от 151 см до 220 см». На МЦК оплате подлежит ручная кладь «весом более 50 кг и(или) размер которой по сумме трех измерений превышает 180 см».
Стоимость провоза 1 места багажа составляет 75 ₽. Количество мест багажа, разрешенного к провозу, не должно превышать двух мест на одного пассажира.

### Провоз велосипеда
Для провоза в метро велосипед должен быть в разобранном и упакованном виде (кроме детских и складных велосипедов, а также детских и инвалидных колясок) На МЦК можно бесплатно провезти один велосипед. В вагоне велосипед необходимо размещать на широкой площадке напротив дверей.
Чтобы разобрать велосипед, необходимо снять переднее колесо, развернуть руль на 90° и убрать детали, чтобы они не пачкали других пассажиров. На МЦК его не нужно разбирать, необходимо зафиксировать с помощью специальных креплений.
Стоимость провоза 1 велосипеда, превышающего предельную сумму длины, ширины и высоты (121 см) составляет 75 ₽ (на МЦК бесплатно)

### Льготный проезд
Для льготного или бесплатного проезда возможно использование карты москвича. На карту москвича можно записать проездной билет на наземный транспорт (на 30 или 90 дней, с возможностью отложенной активации), проездной билет на метро (на 30 или 90 дней, с возможностью отложенной активации; распространяется на метро, МЦК и МЦД (зона «Центральная» или «Пригородная») и «Единый» (на 30 или 90 дней, для проезда на всех видах транспорта Москвы и МЦД в «Центральной» или «Пригородной» зонах). Режим льготного проезда на поездах МЦД, электричках и Аэроэкспрессах в пределах зоны МЦД «Центральная» совпадает с режимом метро, но отличается за пределами зоны «Центральная». Также предоставляются бесплатные поездки на велосипедах «Велобайк».

## Продажа билетов
Кассы и автоматы, позволяющие приобрести билеты и транспортные карты, находятся на всех станциях метрополитена и МЦК; оплата производится наличными или банковской картой. Наиболее ранние автоматы имели несколько кнопок и маленький монохромный дисплей, более современные терминалы компьютеризированы и отличаются большим размером и наличием цветного сенсорного экрана. Самые современные терминалы окрашены в красный цвет в брендированном стиле московского транспорта, а более ранние — в голубой цвет.
Для проверки срока действия и количества поездок на билетах на стенах возле касс размещены терминалы проверки билетов фирмы «AES Prodata» (ныне — «ERG»), оборудованные красными матричными светодиодными индикаторами (аналогичные приборы используются в качестве валидаторов в московском наземном общественном транспорте) либо отечественные терминалы фирмы «Штрих», оборудованные цветными ЖК-мониторами широкого применения. Эти терминалы окрашены в жёлтый цвет. Однако, с 2024 года активировать отложенное пополнение карты «Тройка» можно и на турникетах; ГУП «Московский метрополитен» уже убирает жёлтые терминалы.

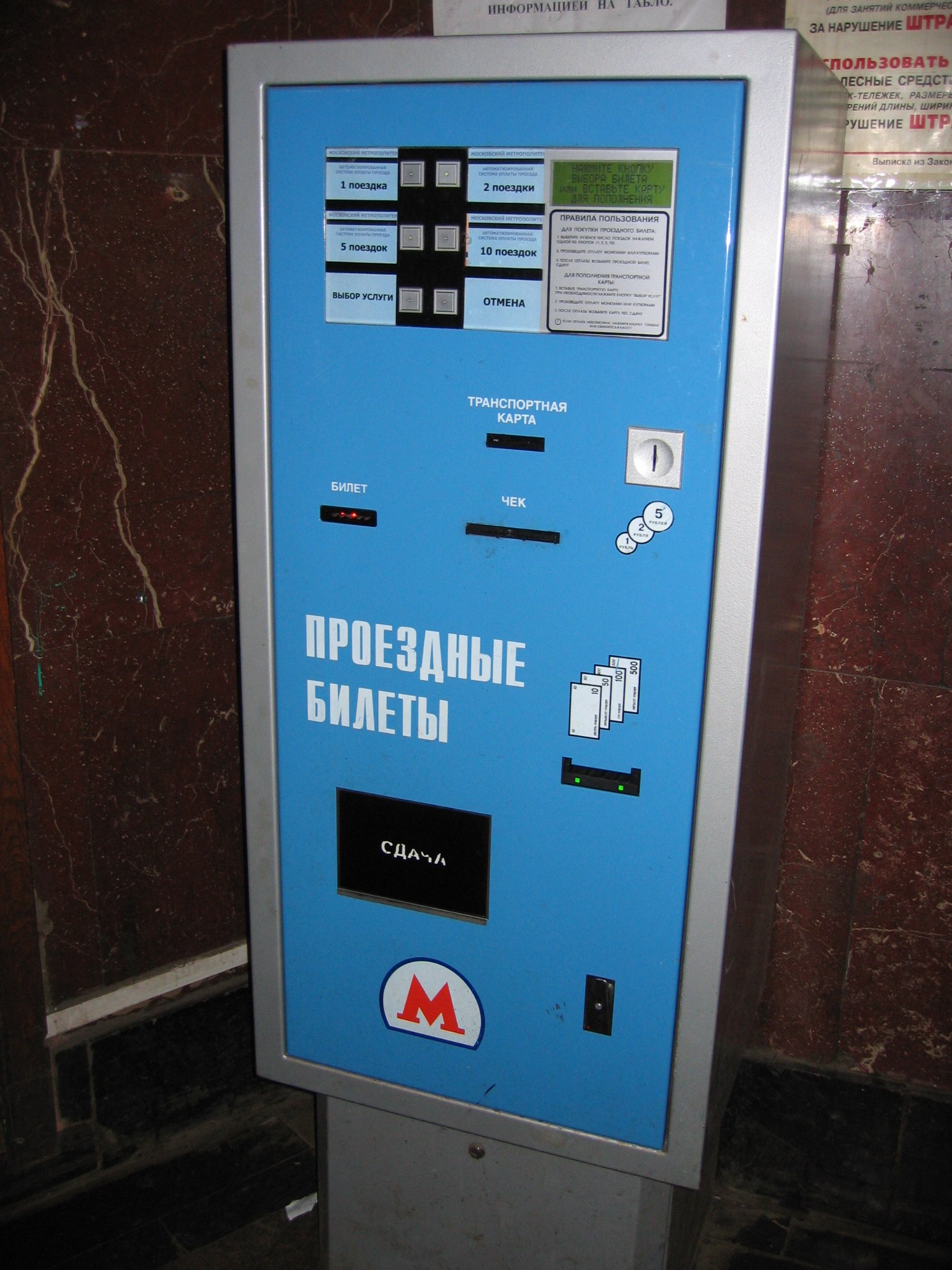
Старый автомат по покупке билетов, использовавшийся в начале 2000-х годов
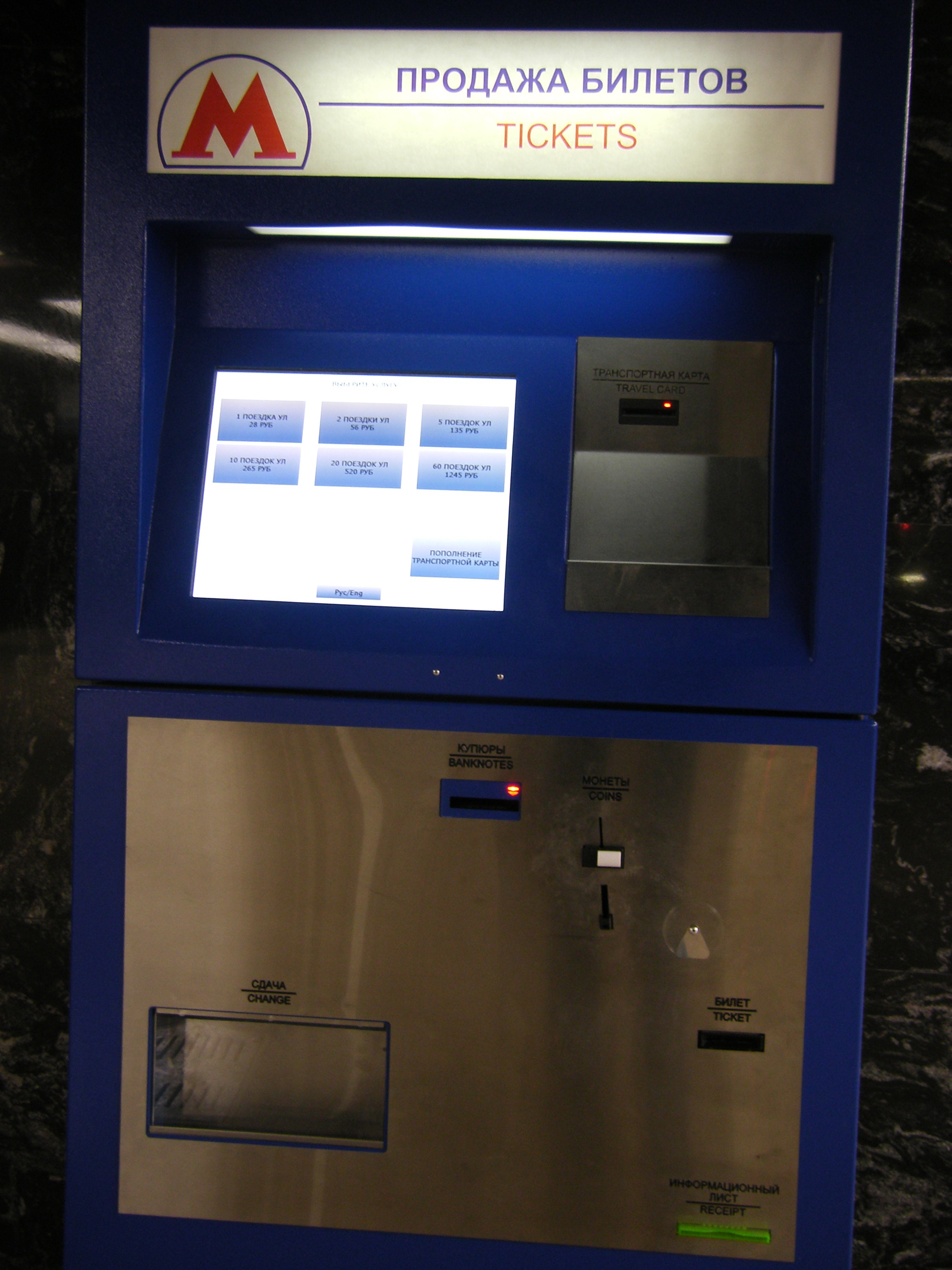
Терминал для покупки билетов,  Борисово
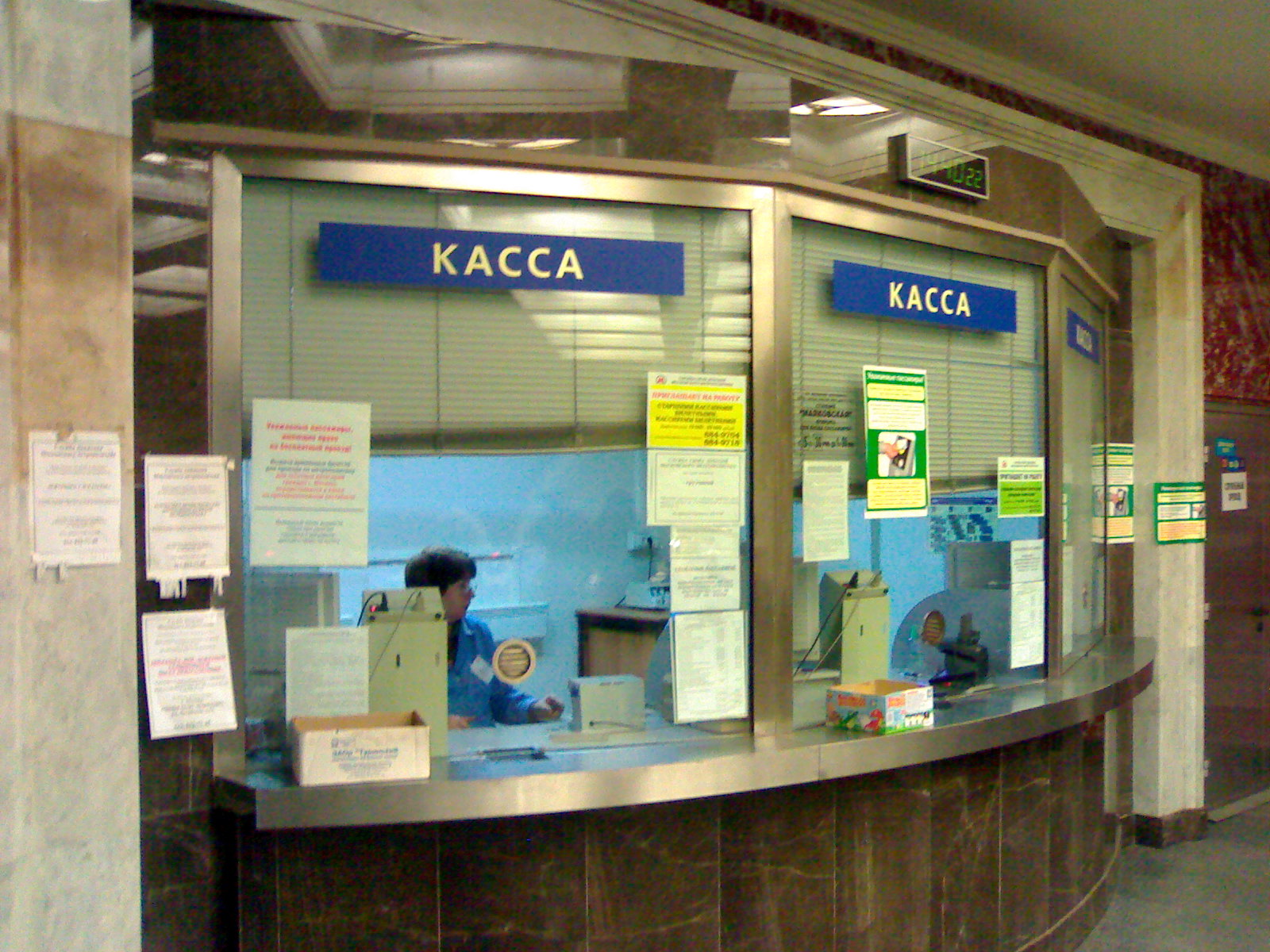
Касса на станции  Маяковская, 2008 год
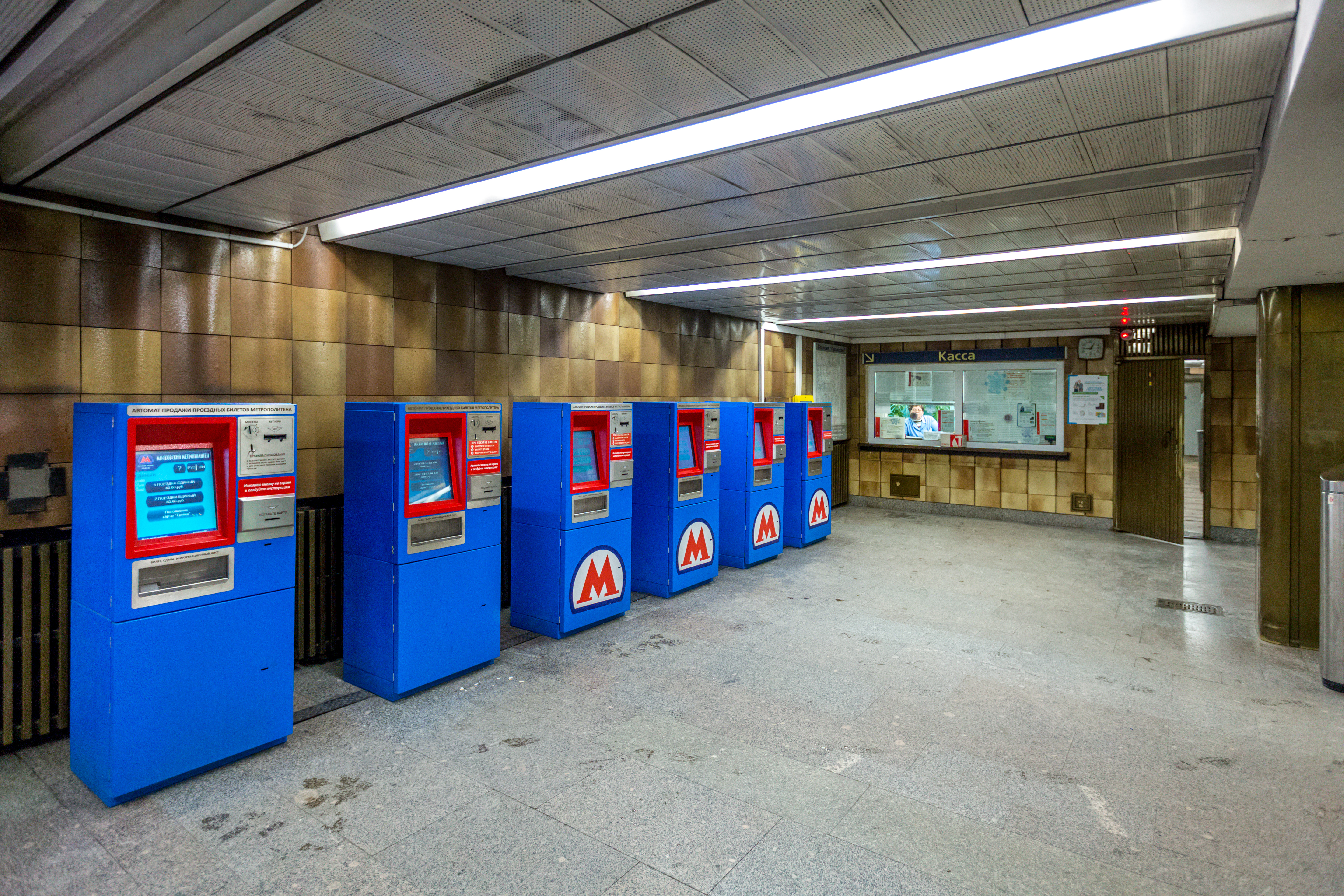
Билетные автоматы,  Пражская
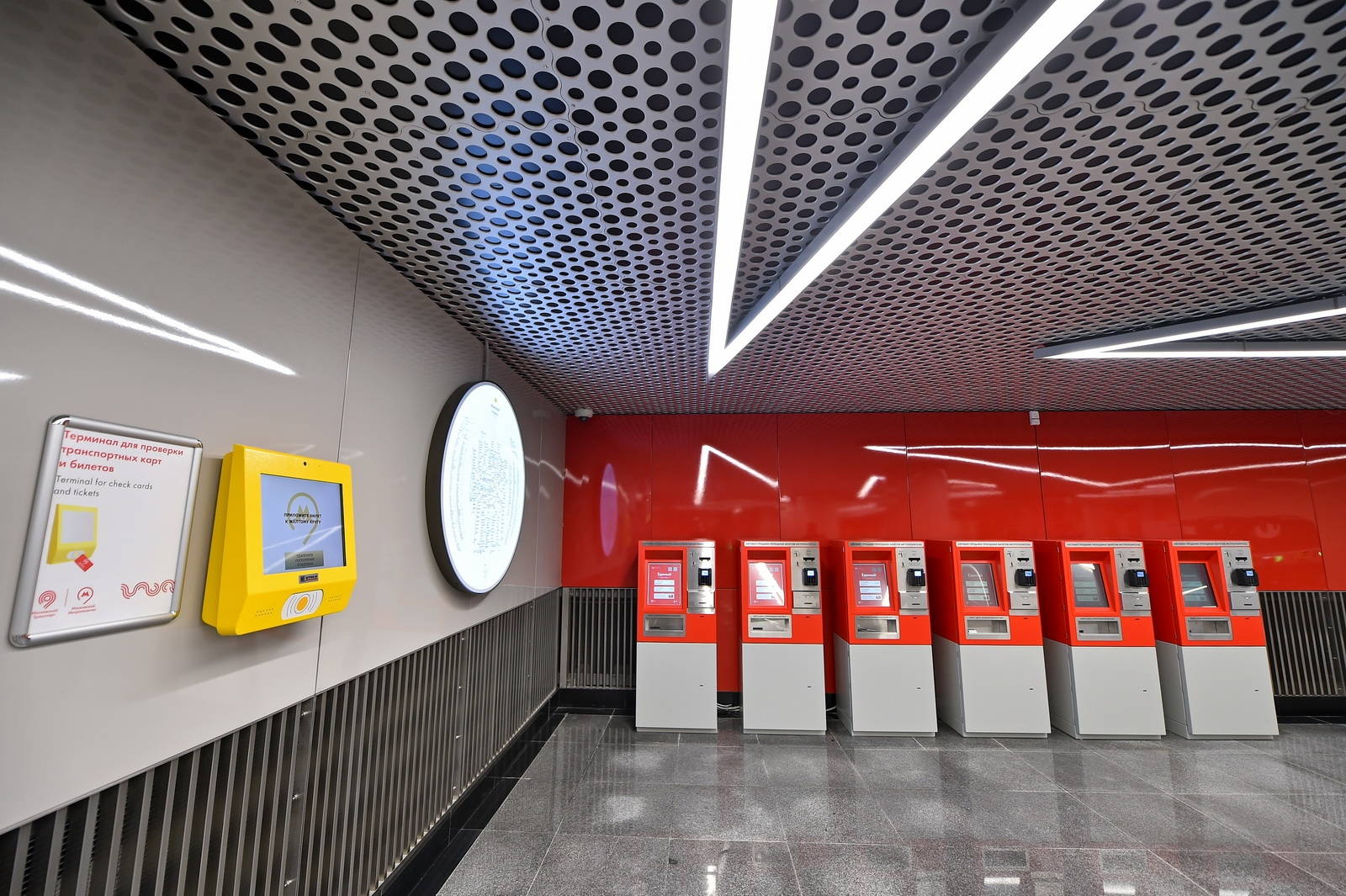
Терминал проверки состояния билетов (слева на стене) и билетные автоматы,  Минская
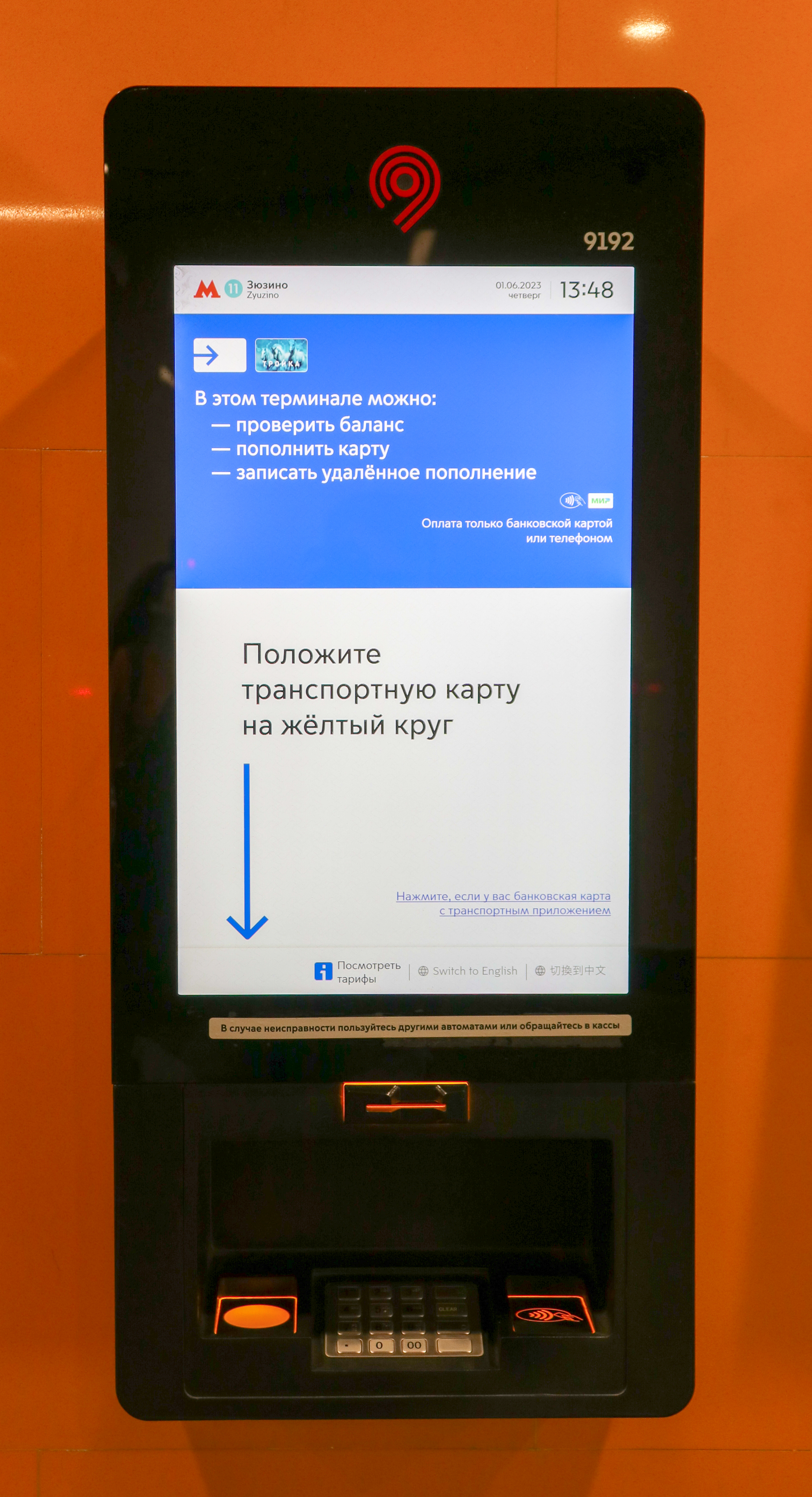
Информационный киоск для покупки билетов за безналичный расчёт[73][74],  Зюзино
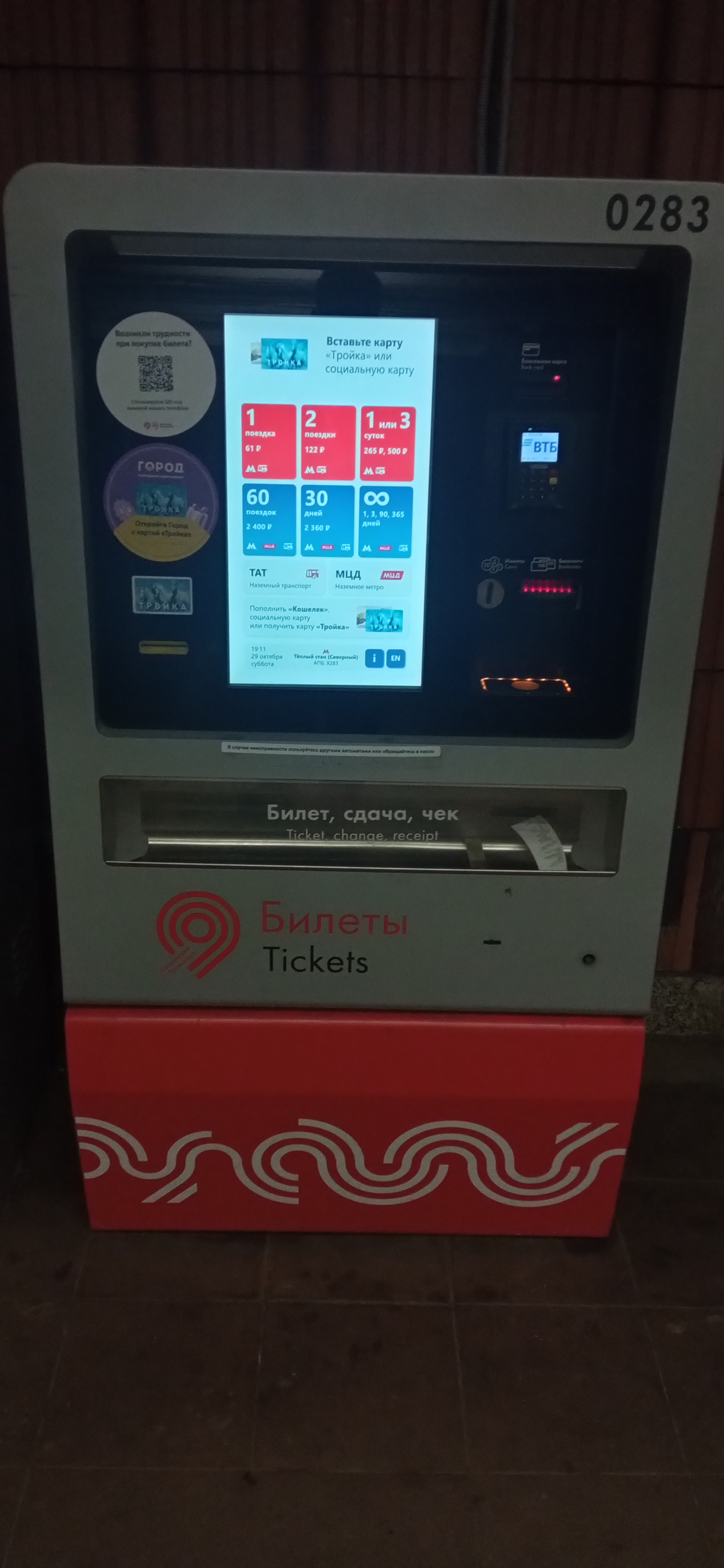
Билетный автомат со стикером «Вызов кассира»,  Тёплый Стан. Для вызова кассира пассажиру необходимо отсканировать QR-код на автомате, пройти по ссылке, и нажать кнопку «Вызвать кассира» на открывшейся веб-странице
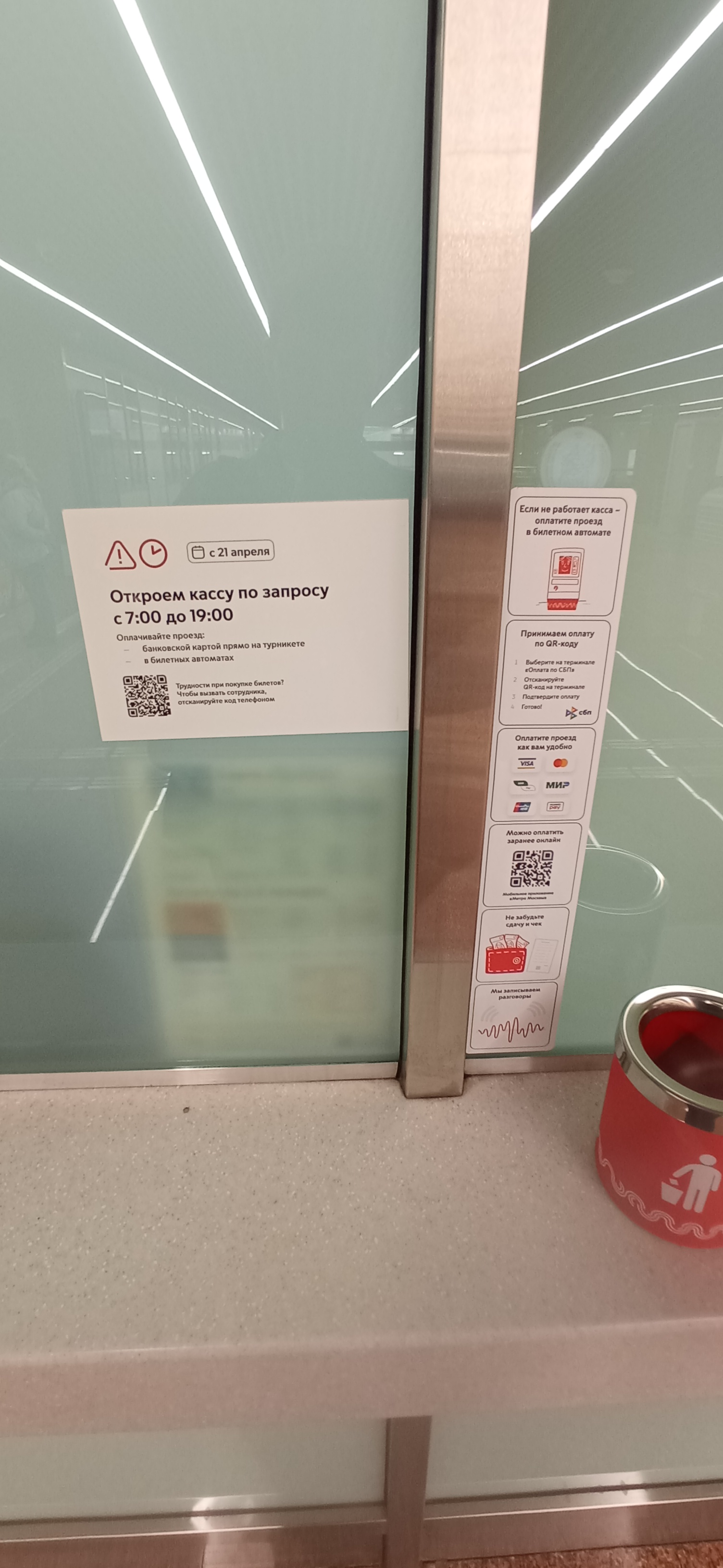
Касса по запросу,  Рижская
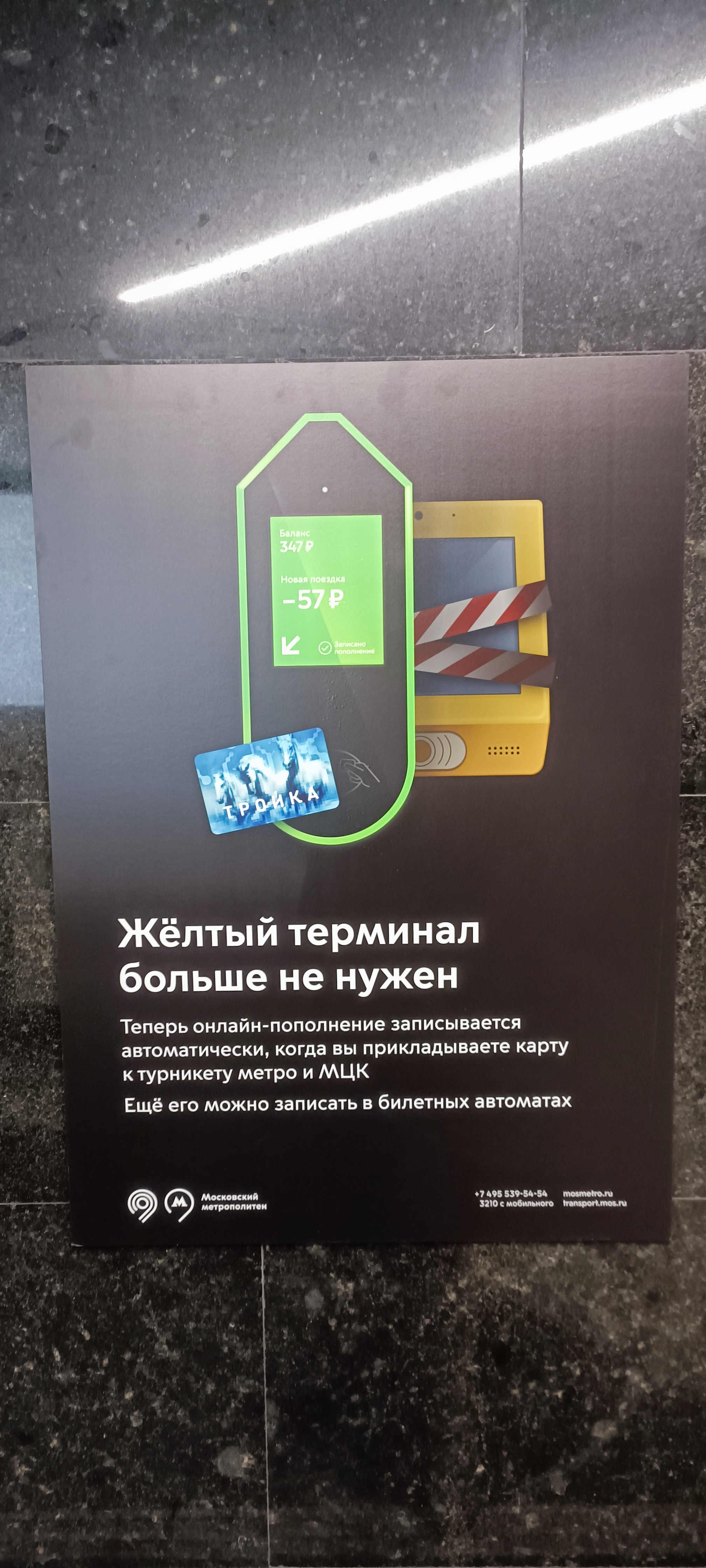
Плакат с информацией об активации отложенного пополнения,  Воронцовская

На станциях «Павелецкая» Замоскворецкой линии, «Орехово», «Саларьево», помимо стандартных касс, работают междугородные кассы. В них можно купить билеты на междугородные автобусы, отправляющиеся из Москвы.
В мае 2022 года в вестибюле № 3 станции «Савёловская» Большой кольцевой линии вместо стандартных касс были запущены сервис-кассы. В них можно:
- заменить неисправные проездные билеты;
- получить временные билеты (для учащихся и студентов, до перевыпуска социальных карт);
- перенести услуги с неработающей карты «Тройка»;
- получить консультацию о работе транспорта;
- узнать о тарифах. Купить билеты в таких кассах нельзя.

3 июня заработали сервис-кассы в вестибюле станции БКЛ «Проспет Вернадского» (выходы № 8, 9), 14 июня — на станции БКЛ «Кунцевская» (выход № 3; 16 ноября на ней же запущена сервис-касса Московского паркинга). 8 марта 2023 года открылась сервис-касса на станции БКЛ «Текстильщики».
В 2022 году в СМИ появилась информация о сокращении большинства касс. ГУП «Московский метрополитен» заявил, что график работы касс был изменён из-за непопулярности касс на большинстве станций, а также заверил, что никаких сокращений персонала не планируется. Решение вызвало преимущественно негативную реакцию общества.
В сентябре 2022 года метрополитен объявил о внедрении новой функции: в случае возникновения трудностей при покупке билета в автомате, пассажир может отсканировать QR-код на автомате, пройти по открывшейся ссылке и нажать кнопку «Вызвать кассира». С ноября 2022 года функция доступна во всех станциях Московского метрополитена.

## Контроль оплаты

### Турникеты
В московском метро использовались турникеты АКП-73 (производился Опытно-электромеханическим заводом Московского метрополитена, «ОЭМЗ»), АКП-73М, УТ-2000, УТ-2005 и УТ-2009 производства ЗАО (ныне — АО) «Электронные системы» («ЭЛСИ»), Санкт-Петербург.
Турникеты модели АКП-73 и АКП-73М по умолчанию открыты, но при попытке неоплаченного прохода захлопывают створки и играют мелодию «Полонез Огинского» — «Прощание с Родиной»о файле, при этом на тыльной стороне турникета начинают мигать светодиоды. На внутренних сторонах расположены фотодатчики, в основе работы которых лежит фотоэффект. Последние турникеты данного типа официально сняли из эксплуатации в 2018 году с заменой таковых на УТ-2009, самые последние оставались только на Багратионовской.
Турникеты моделей УТ, устанавливаемые в метро с 2002 года, имеют закрытые по умолчанию поворотные распашные створки, открывающиеся на вход при поднесении действительного билета, а на выход при пересечении пассажиром линии фотоэлементов на краю турникета.
На турникетах установлены матричные вакуумно-люминесцентные индикаторы большей разрешающей способности, отображающие, помимо количества оставшихся поездок, срок действия билета. При этом текущее состояние турникета (проход разрешён или нет) отображается отдельными сплошными светодиодными индикаторами прямоугольной формы.
В прошлом, до перехода на оплату проезда картами, для отображения состояния турникета использовались лампы накаливания, прикрытые красными и зелёными светофильтрами. Первоначально валидаторы для карт устанавливали поверх турникетов и оригинальные передние панели с индикаторами на основе ламп накаливания оставались на своих местах, затем валидаторы стали ставить вместо них.
На входных турникетах с противоположной от входа стороны установлены световые индикаторы, загорающиеся или мигающие при использовании пассажиром для прохода льготных билетов. Это позволяет контролёрам выявлять случаи неправомерного использования льготных билетов (например социальных карт москвича) лицами, визуально не подходящими под льготную категорию граждан.
В 2019 году на станции «Октябрьское Поле» были установлены турникеты с системой распознавания лиц. К концу 2019 года камерами были оборудованы турникеты почти всех вестибюлей, кроме повторно открывшегося 12 декабря 2020 года входа из западного совмещённого вестибюля станции «Деловой центр» на платформу Солнцевской линии, а на станциях, открываемых с 2020 года, установка камер предусмотрена проектом планировки вестибюлей.
В августе 2021 года Департамент транспорта и развития дорожно-транспортной инфраструктуры города Москвы объявил о модернизации турникетов метрополитена. В октябре департамент заявил, что в 2022 году все турникеты смогут принимать банковские карты. Для этого на турникетах заменяется «голова». Новая «голова» разработана ГК «Терминальные Технологии».
В августе 2024 года на станции БКЛ «Марьина Роща» установлены турникеты нового типа. Они же представлены на выставке «Территория будущего. Москва-2030» в Манеже. В отличие от турникетов УТ-2009, эксплуатируемых в Московском метрополитене, новые турникеты имеют подсветку боковых панелей, а также более узкие боковые створки: это позволит разместить больше турникетов в вестибюле и поднять пропускную способность станции. Установлена отдельная панель, на которой размещены (сверху вниз): камера (для оплаты с помощью биометрии), экран, считыватель билетов и считыватель QR-кодов, а также новинка — сканер. Такие турникеты, теоретически, можно использовать и на вокзалах для проверки билетов на поезда дальнего следования. Однако, размещение считывателя карт на таком турникете является спорным решением.

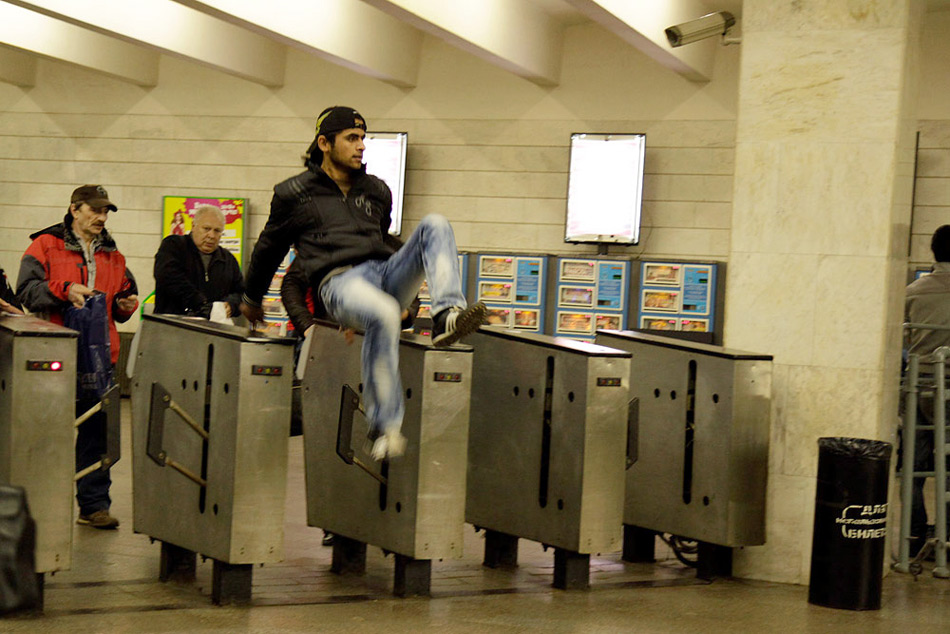
Старые турникеты АКП-73М с частично закрывшимися створками и перепрыгивающий через них «заяц»
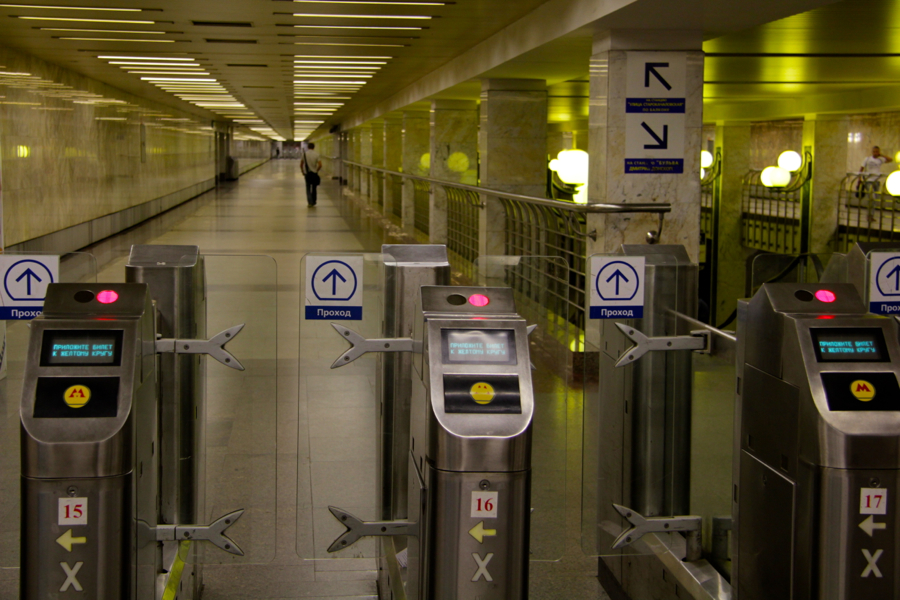
Турникеты УТ-2005 с поворотными створками,  Бульвар Дмитрия Донского
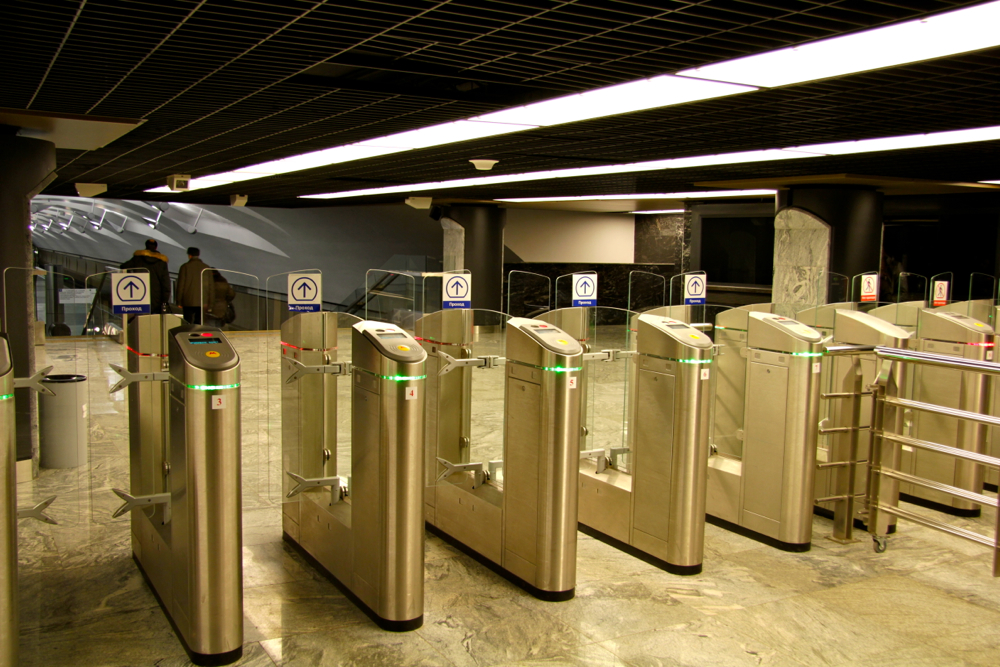
Турникеты УТ-2009 — наиболее современная модель, оснащённая высокими створками для защиты от «зайцев»,  Шипиловская
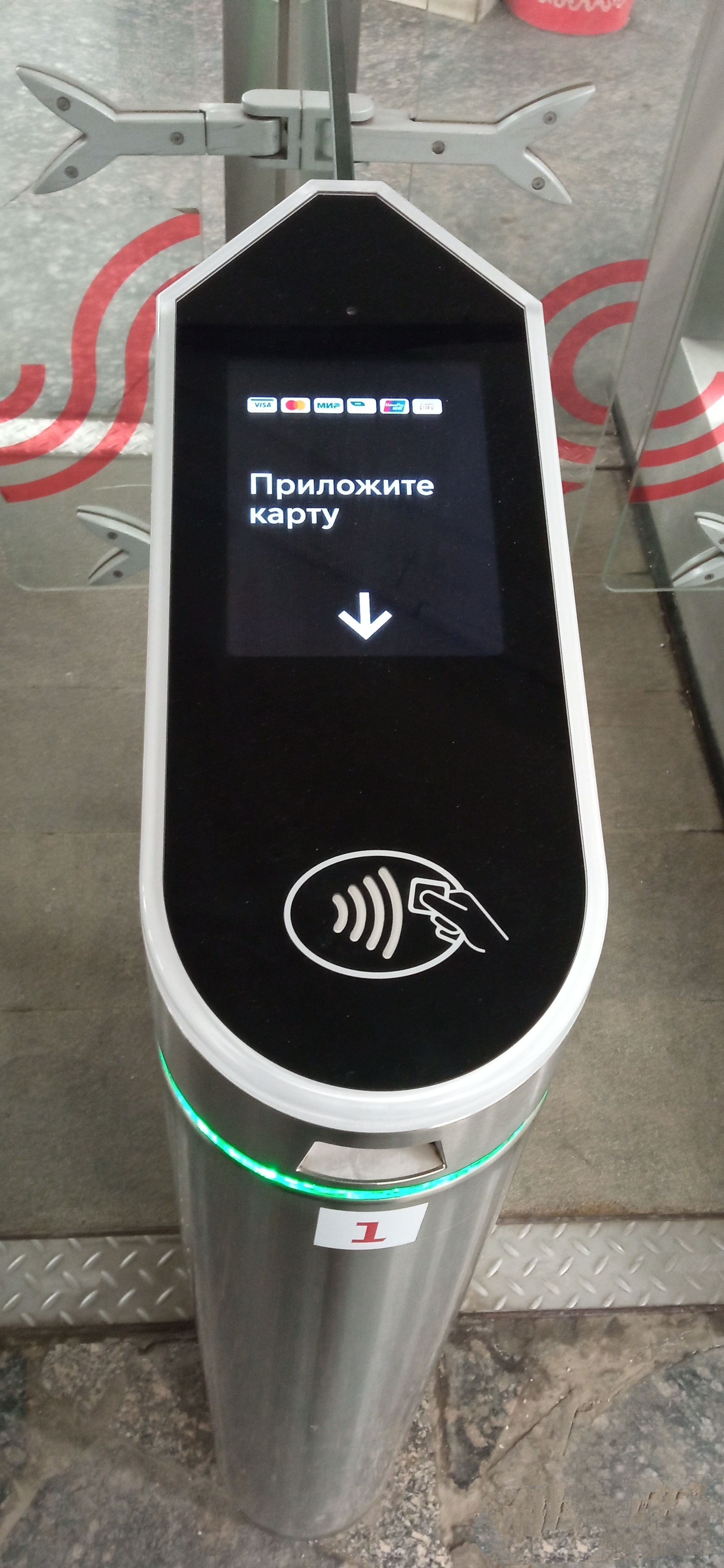
Новая турникетная «голова»,  Беляево
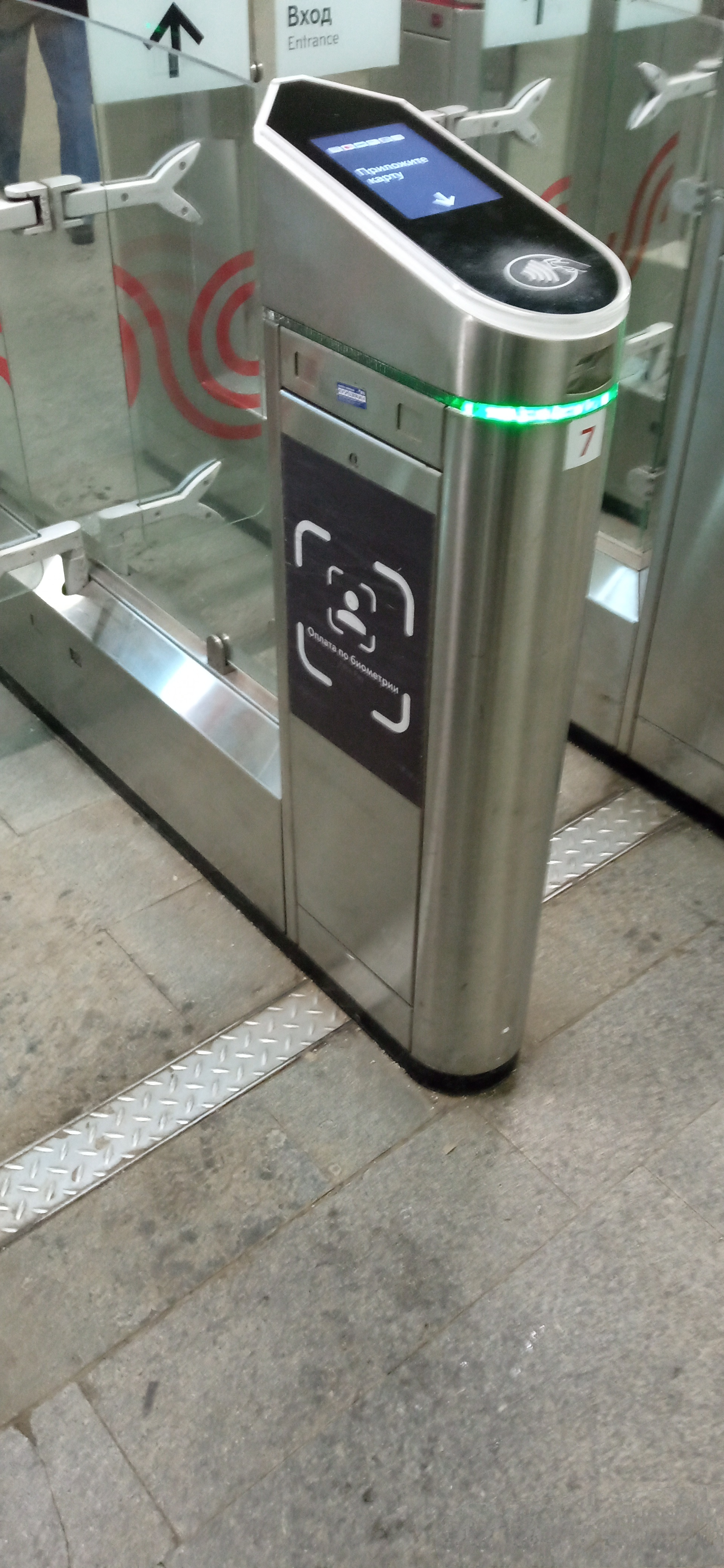
Новый турникет, подключенный к Системе биометрической оплаты (FacePay),  Бульвар Дмитрия Донского
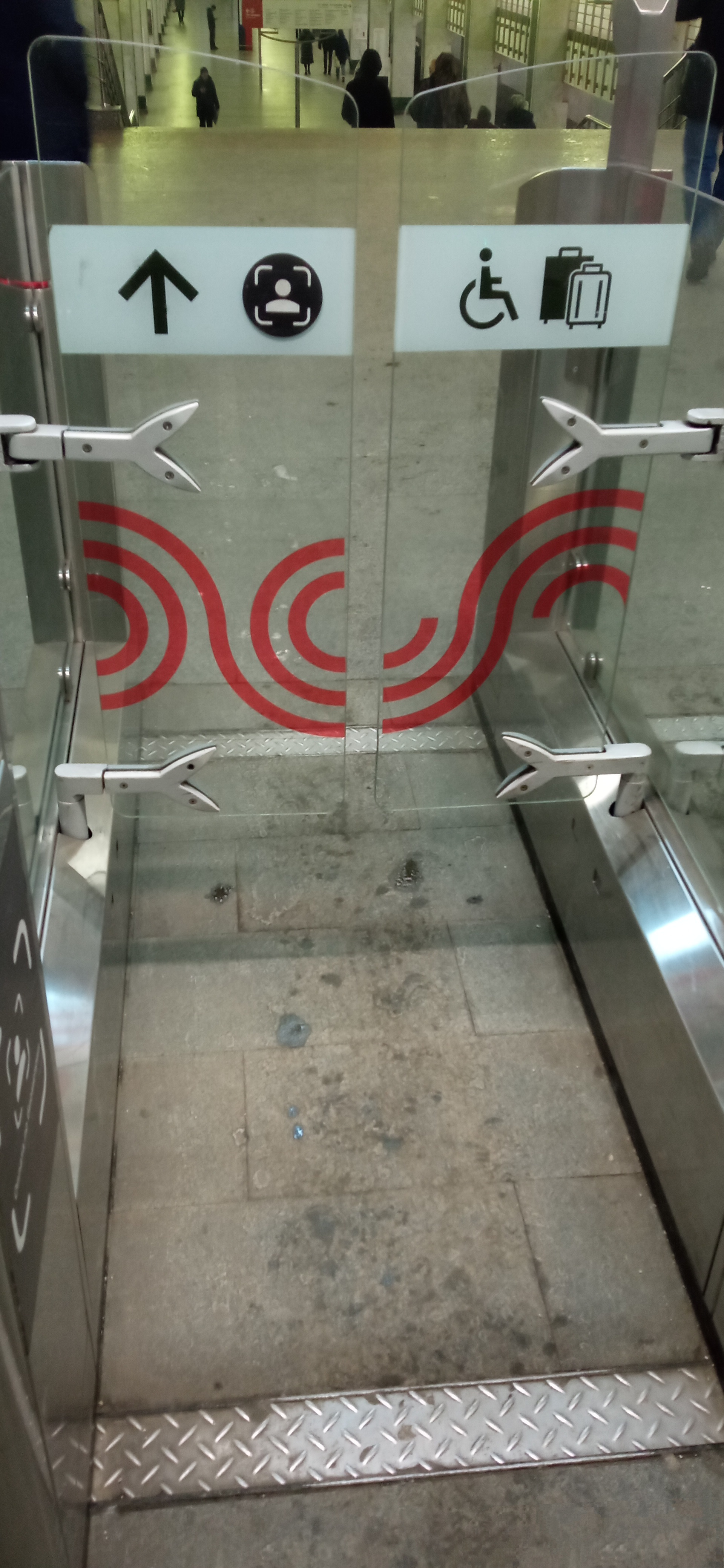
Створки нового турникета, подключенного к Системе биометрической оплаты (FacePay),  Бульвар Дмитрия Донского
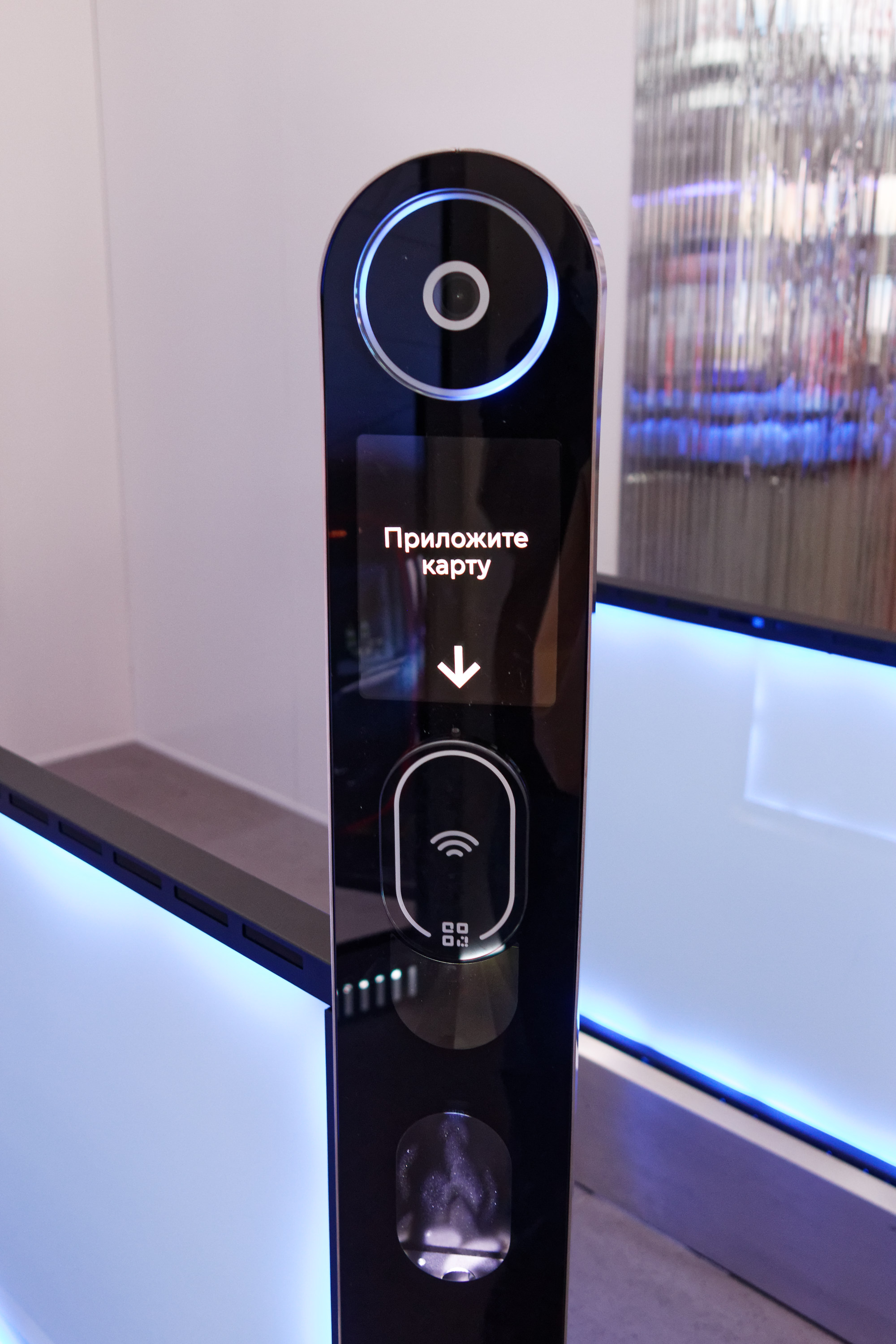
Новые турникеты метро на выставке «Территория будущего. Москва-2030» в Манеже. Аналогичные турникеты установлены на станции  Марьина Роща

### Контролирующие лица
На каждой турникетной линии на вход расположена кабина контролёра автоматических пропускных пунктов, наблюдающего за проходом пассажиров через турникеты и при необходимости пропускающего детей и пассажиров, испытывающих затруднения при проходе через турникеты.
На станциях метрополитена и монорельса для пресечения неоплаченного прохода и контроля правомерности использования льготных билетов при проходе через турникеты за турникетной линией дежурят инспекторы ГКУ «Организатор перевозок», наделённые наряду с сотрудниками полиции правом наложения штрафа и изъятия неправомерно используемых льготных билетов. Штраф за безбилетный проход через пропускной пункт на станции метрополитена и монорельса составляет 2000 рублей, за проход по чужой социальной карте — 4000 рублей и изъятие карты, за проезд в метро без цифрового пропуска в рамках режима самоизоляции ― 4000 рублей, за проход в метро без использования средств индивидуальной защиты — 5000 рублей.

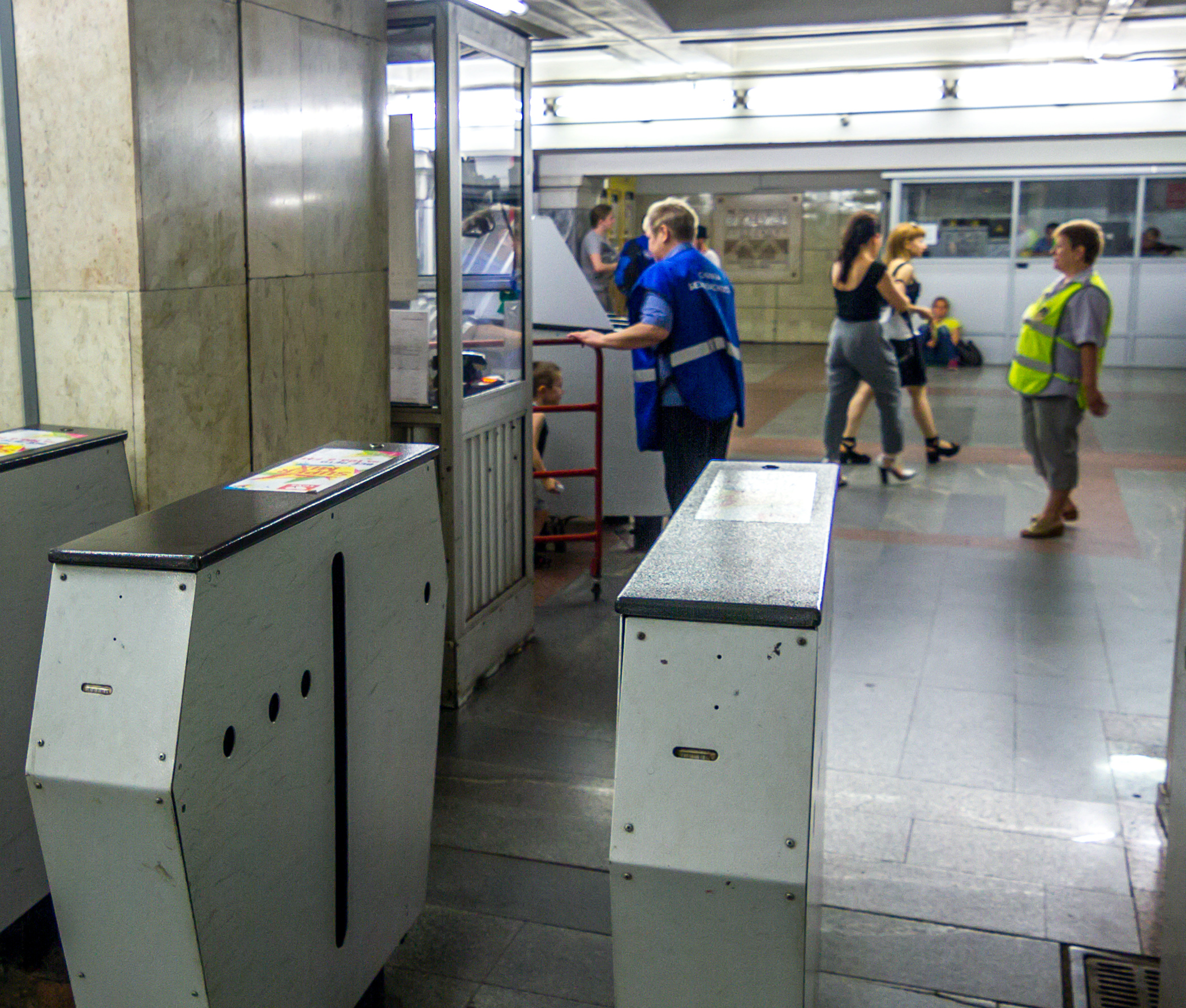
Контролёр автоматических пропускных пунктов (в синем жилете) и инспектор-стажёр ГКУ «Организатор перевозок». На переднем плане — выходные турникеты старого образца.  Сокольники, 2014 год
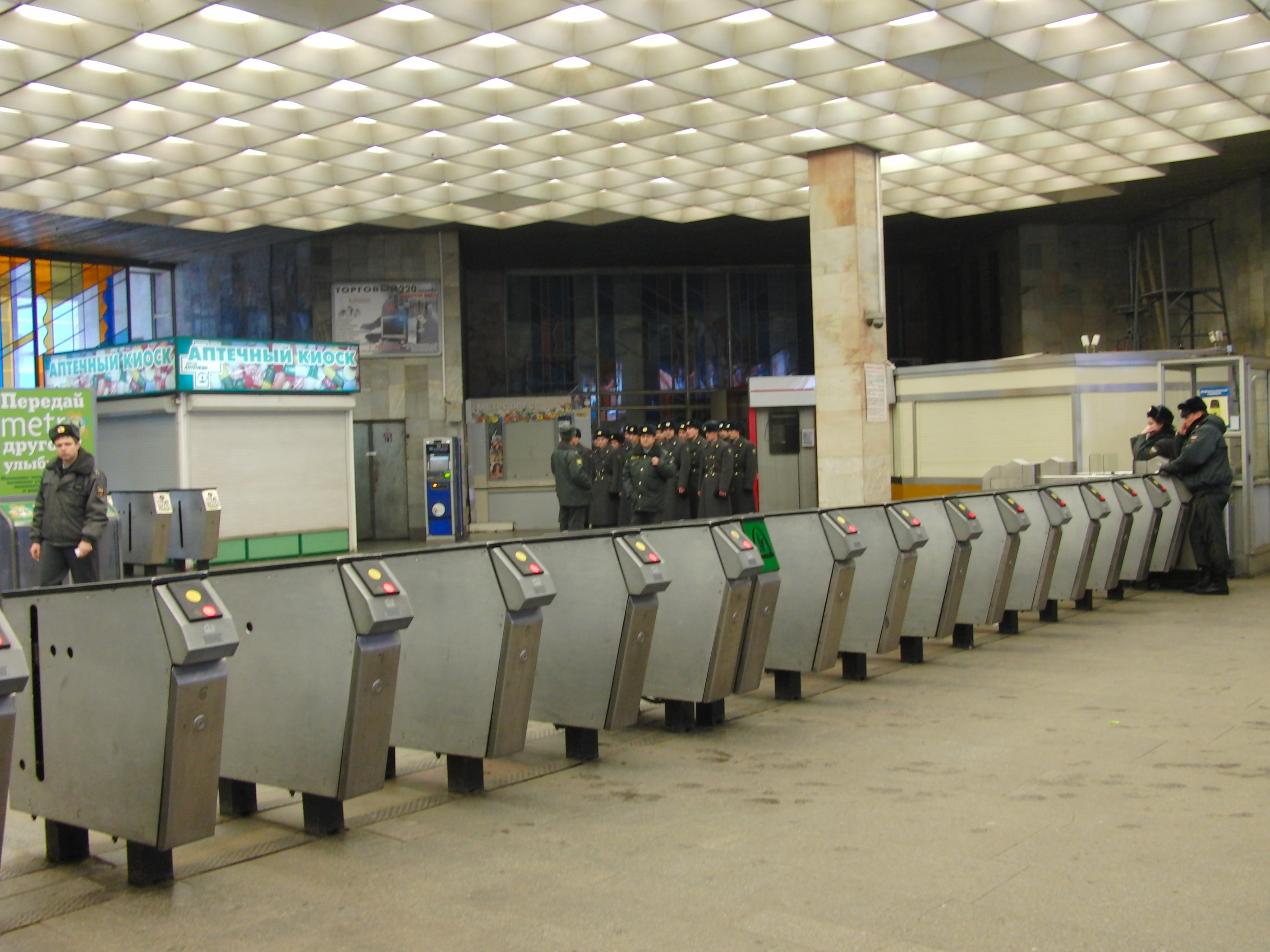
Сотрудники милиции у линии турникетов на станции  Черкизовская, 28 ноября 2010 года
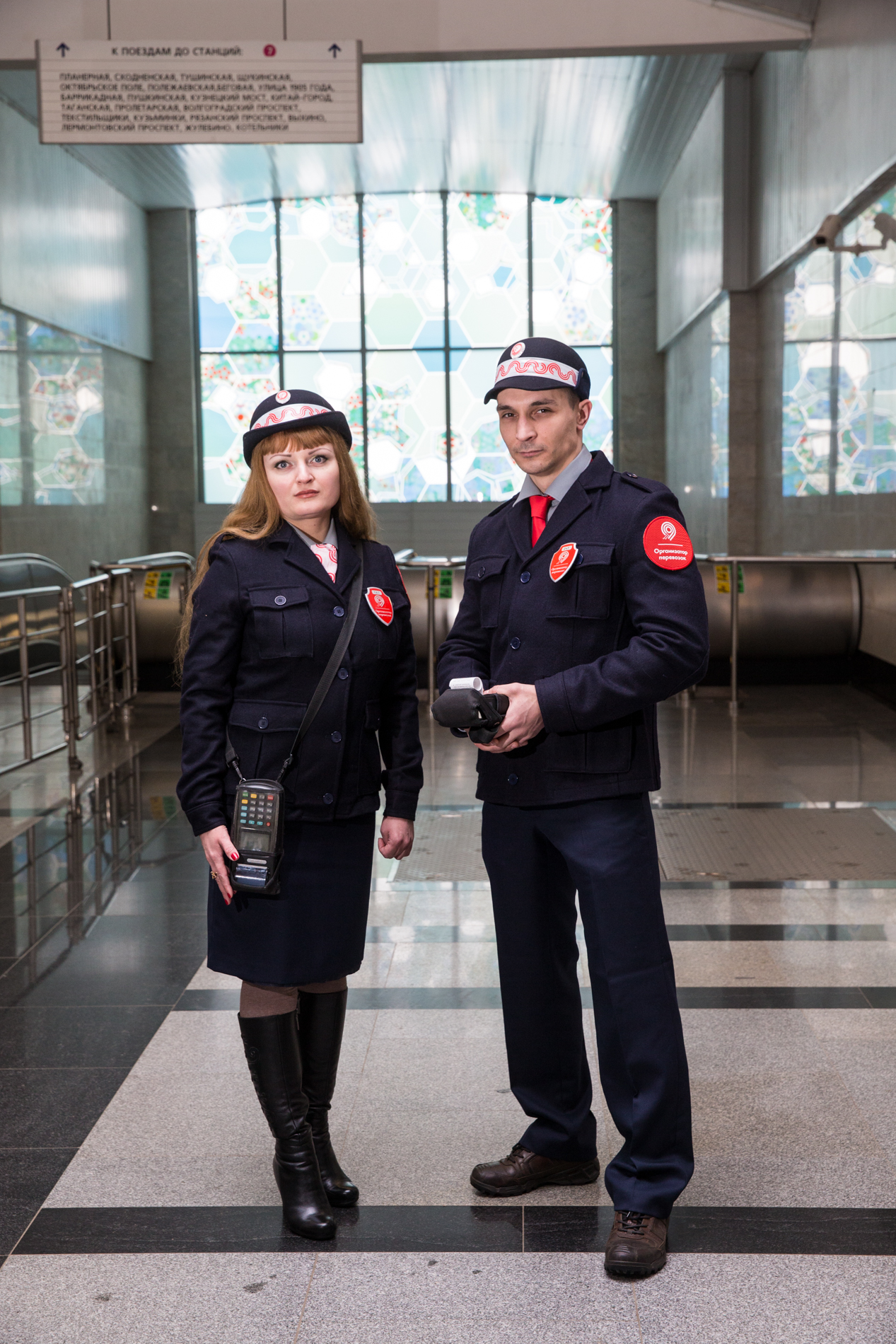
Инспекторы ГКУ «Организатор перевозок» за турникетами

## История

### 1935—1991

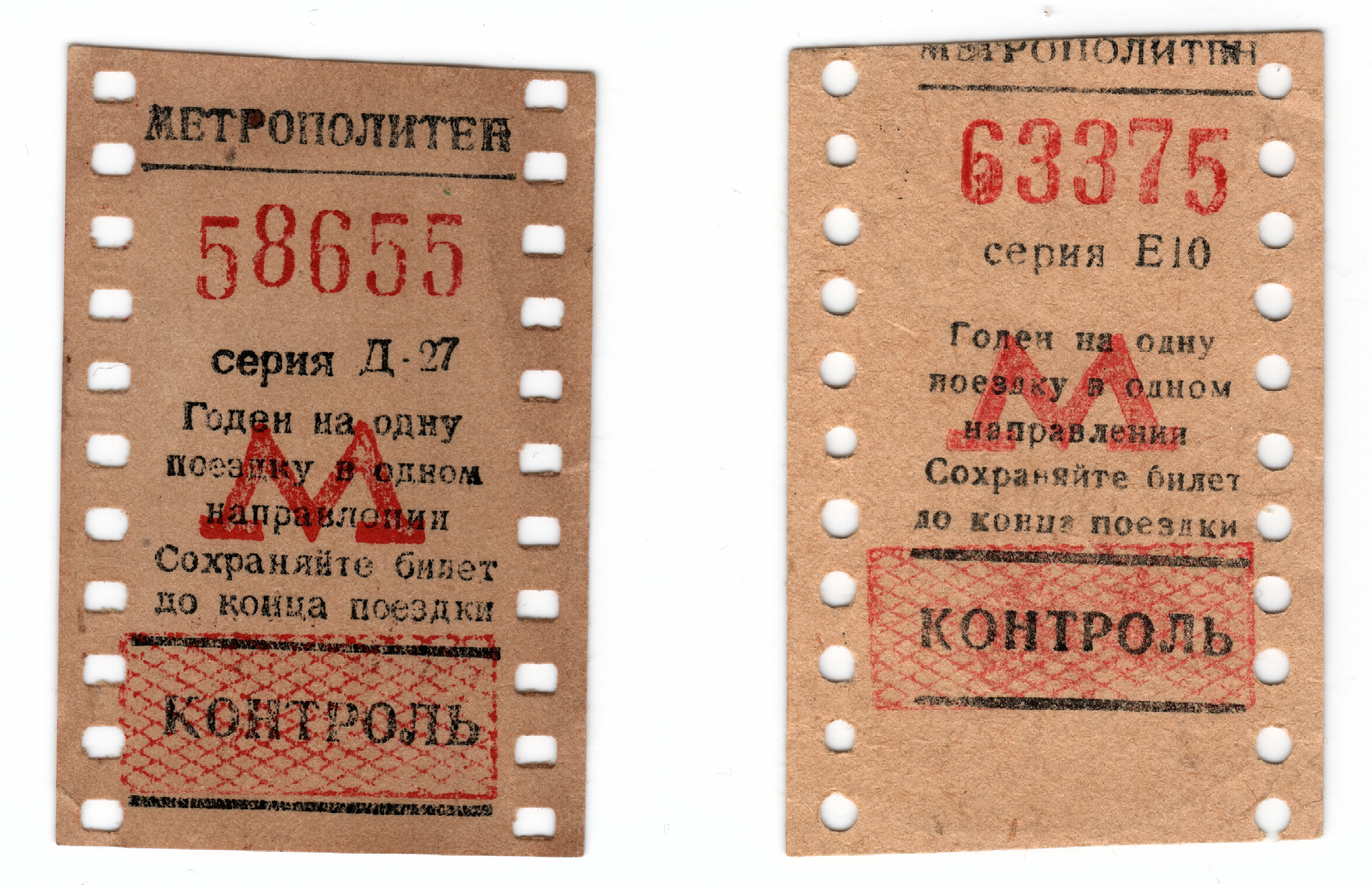
Бумажные билеты для касс-автоматов (1940—1941)

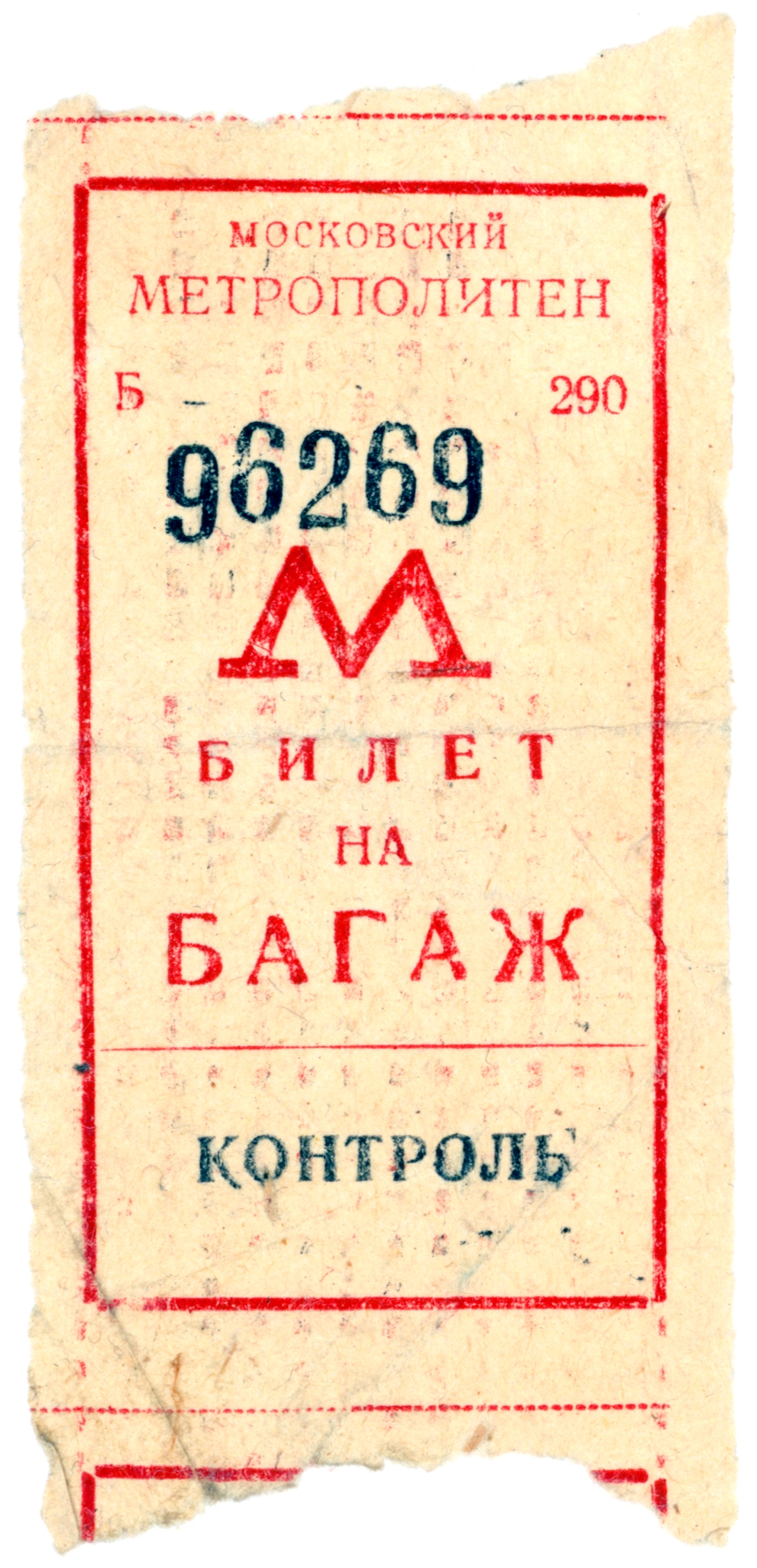
Билет на провоз багажа в Московском Метро (1952—1955)

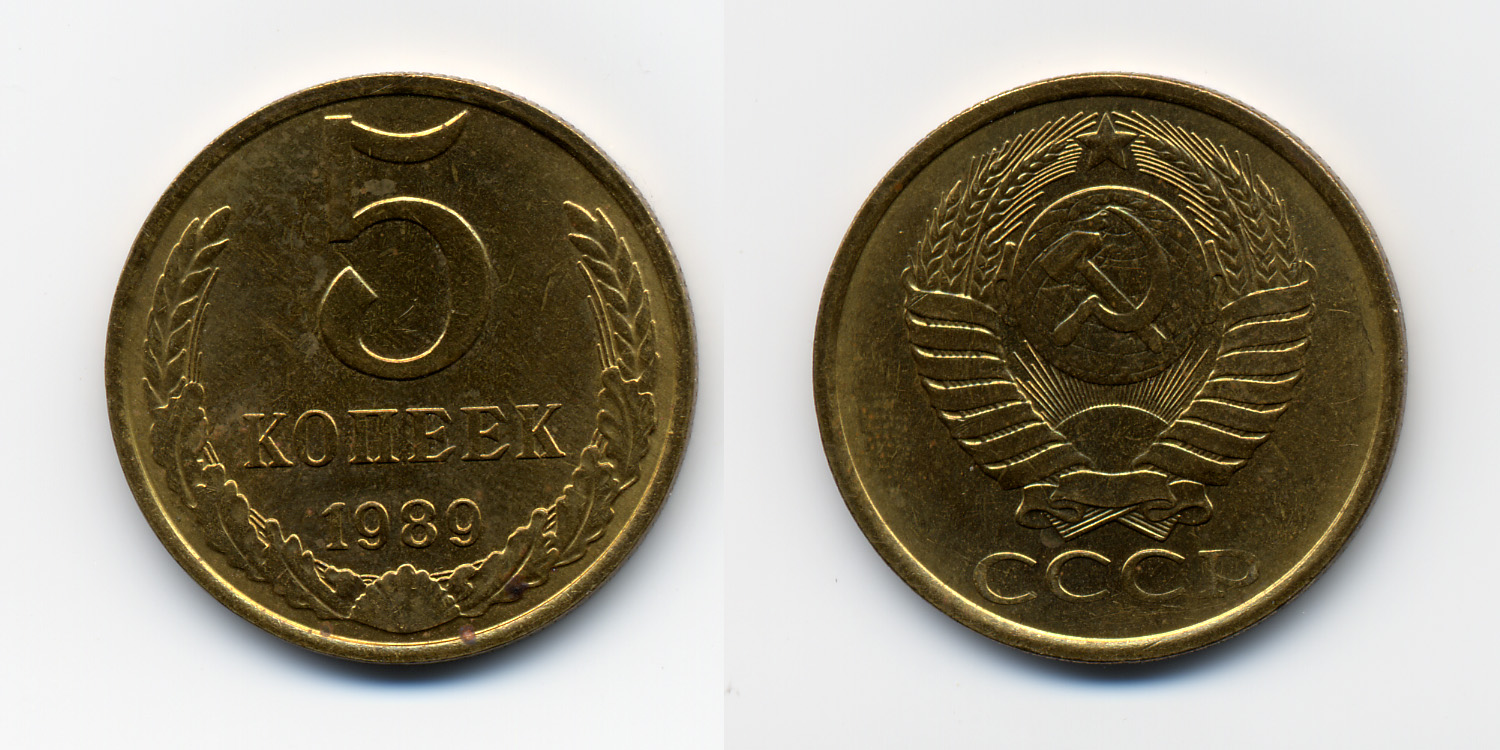
Пятикопеечная монета принималась турникетами метро (1961—1991)

С открытия метро в 1935 году пассажирам продавались бумажные билеты, которые при входе на станции проверяли и компостировали вручную контролёры. В том же году начались эксперименты с использованием турникетов, пропускавших пассажиров по жетонам.
В 1950-х годах багаж нужно было оплачивать по отдельным билетам.
Массовое внедрение жетонных турникетов началось в конце 1950-х годов.
С 1 января 1961 года по 1 апреля 1991 года турникеты принимали пятикопеечные монеты, проездной на месяц ТАТ+Метро, стоил 6 рублей, а обычный проездной на метро 3 рубля (студенческие — 2 рубля и 1 рубль соответственно).

### 1991—2008

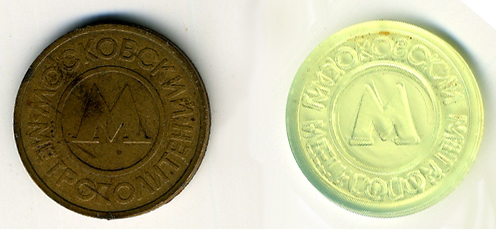
Жетоны московского метро

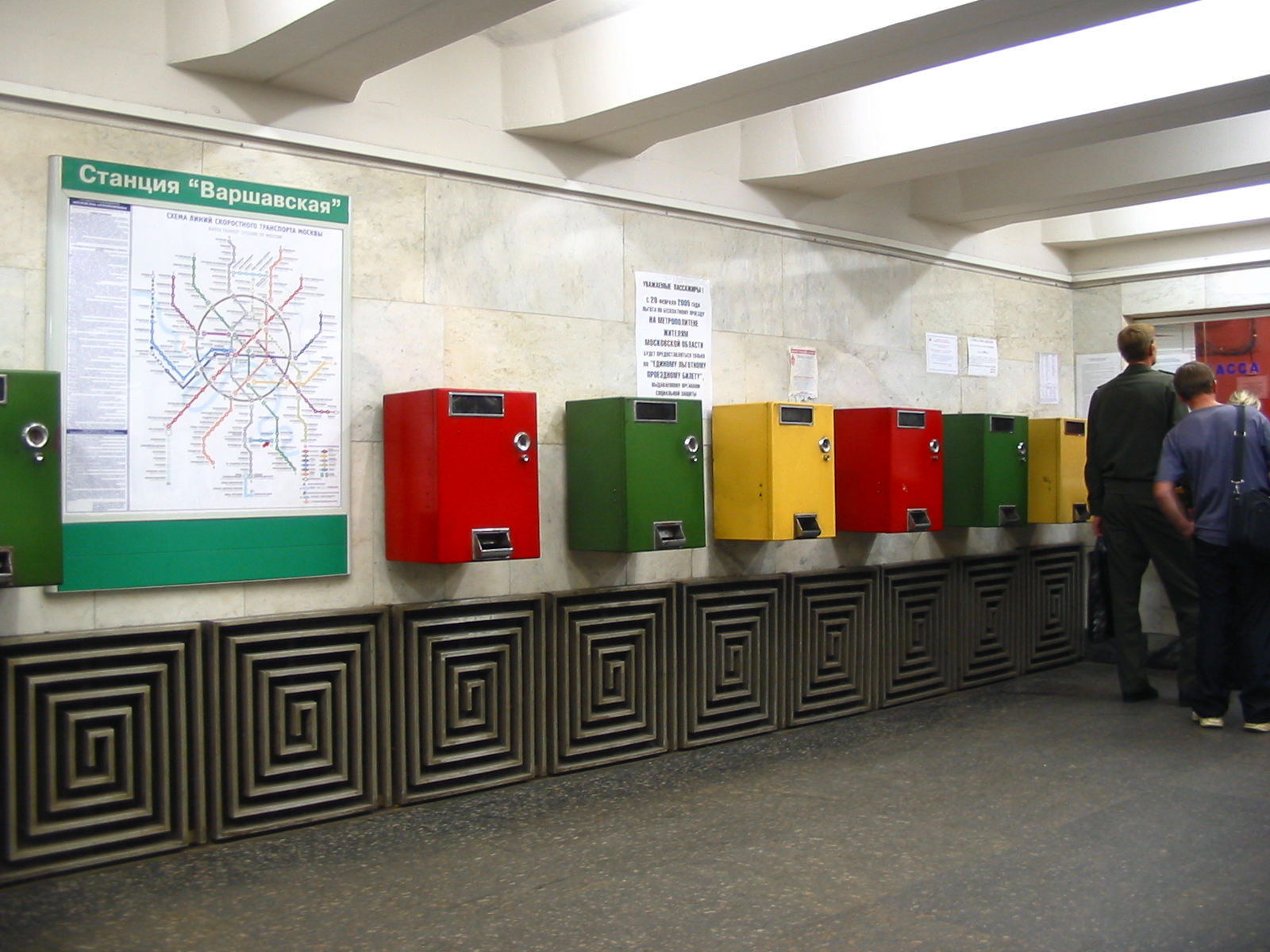
Разменные автоматы, стоявшие в советское время у всех касс метро. Они принимали 10, 15 и 20-копеечные монеты, каждый — свой номинал, и выдавали 5-копеечные монеты, без комиссии. В основном были серого цвета, редко — цветные

Со 2 апреля 1991 года по 31 марта 1992 года часть турникетов принимает 15-копеечные монеты, а в часть — необходимо бросать по три пятикопеечные монеты подряд. Правда, цена проездного на метро поднялась только до шести рублей. С 1 марта 1992 года турникеты принимают металлические, а с 15 ноября того же года — пластиковые жетоны.
С сентября 1997 года используются бумажные билеты с магнитной полосой, а с 1999 года — бесконтактные транспортные карты. Хождение жетонов окончательно прекращено 16 февраля 1999 года.
Билеты на 1, 2 и 5 поездок до 1 января 2008 (на 10, 20 и 60 поездок до 20 января 2007 года) имели магнитную полосу, их необходимо было пропускать через механический валидатор турникета. На обратной стороне билета отпечатывалась вся необходимая информация — о сроке действия билета, количестве поездок, датах прохода через турникеты. С 16 января 2008 года такие билеты стали недействительными. Непроданные билеты были переданы на Московский монорельс, где и использовались до 1 января 2013 года.

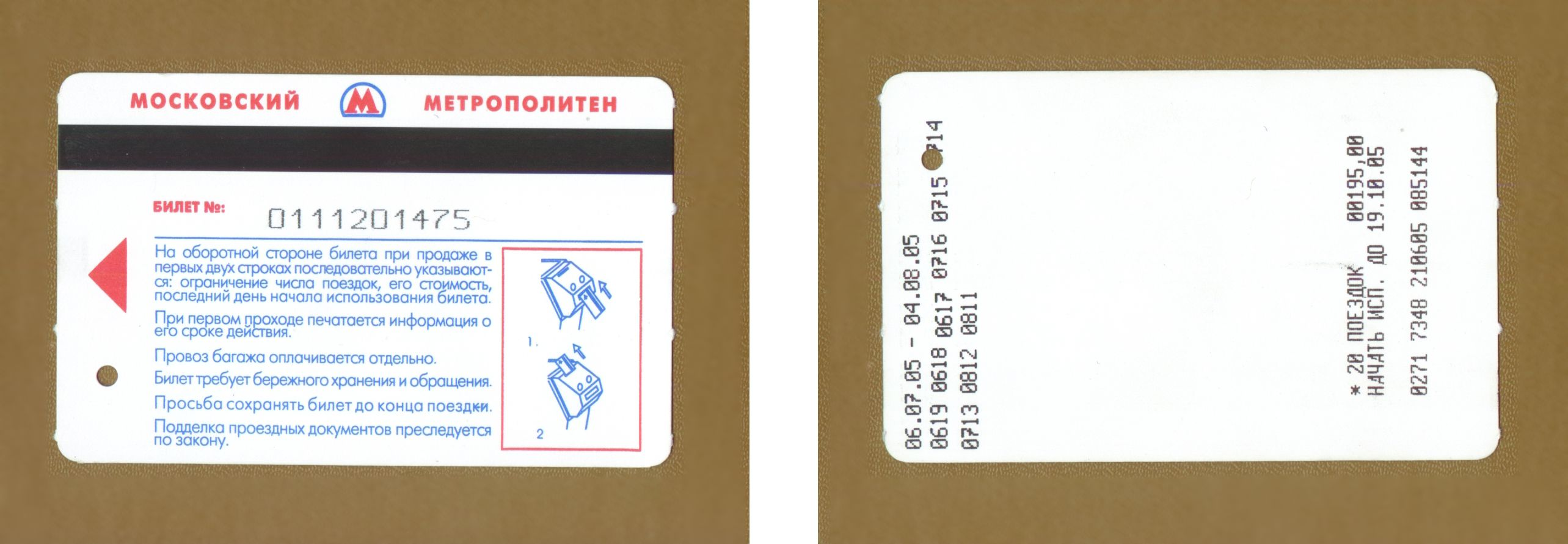
Бумажный билет с магнитной полосой

### Бесконтактные билеты (2007—2013)

Карточка московского метро образца 2010 года

На смену билетам с магнитной полосой пришли билеты на основе смарт-карт Mifare Ultralight. Такие билеты действуют по бесконтактному (RFID) принципу — достаточно поднести карту к мишени валидатора. При несрабатывании билета необходимо повторно поднести его к валидатору того же самого турникета. Проверка количества оставшихся поездок осуществляется при помощи специальных терминалов в вестибюлях станций. Для удобства пассажиров введён показ турникетами числа оставшихся поездок при проходе по бесконтактным билетам.
Летом 2008 года открылись первые экспресс-кассы по продаже билетов на 1 и 2 поездки, основной целью создания которых была необходимость сократить очереди в основные кассы метрополитена на станциях. 6 августа 2008 года на официальном сайте московского метро было размещёно заявление о создании первых экспресс-касс на станциях «Кузьминки», «Планерная», «Щёлковская». В этом же заявлении говорилось, что в течение 2008 года такими кассами будут оборудованы 26 станций. Суть работы касс заключалась в том, что в них продавали уже запрограммированные билеты на 1 или 2 поездки в то время, как в основных кассах билеты программируют непосредственно перед продажей на необходимое число поездок. В то же время нигде не заявлялось, что второй целью, по всей видимости, была борьба со спекулянтами или продавцами поддельных билетов. Так в сентябре 2008 года билет на 2 поездки у перекупщиков стоил 50 рублей при его официальной цене 38 рублей. Стоимость поддельных билетов обычно не превышает официальную стоимость.
С марта 2010 года в метрополитене активно устанавливаются автоматы по продаже билетов. С введением новых тарифов автоматы адаптируются к выдаче новых билетов, а также смогут оплачивать услуги по смарт-картам.

### Внедрение единой тарифной системы (2013)

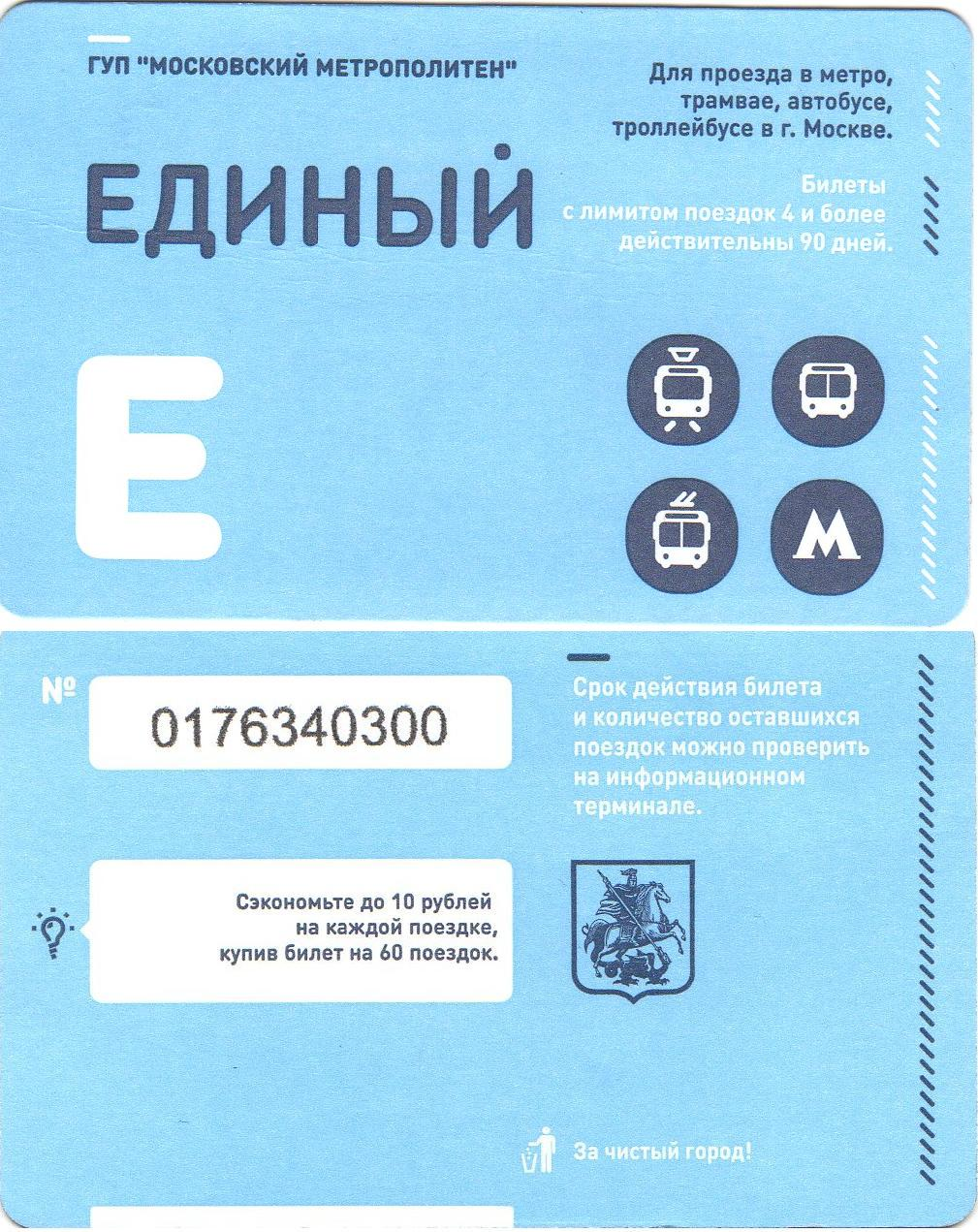
Билет «Единый» образца 2013 года

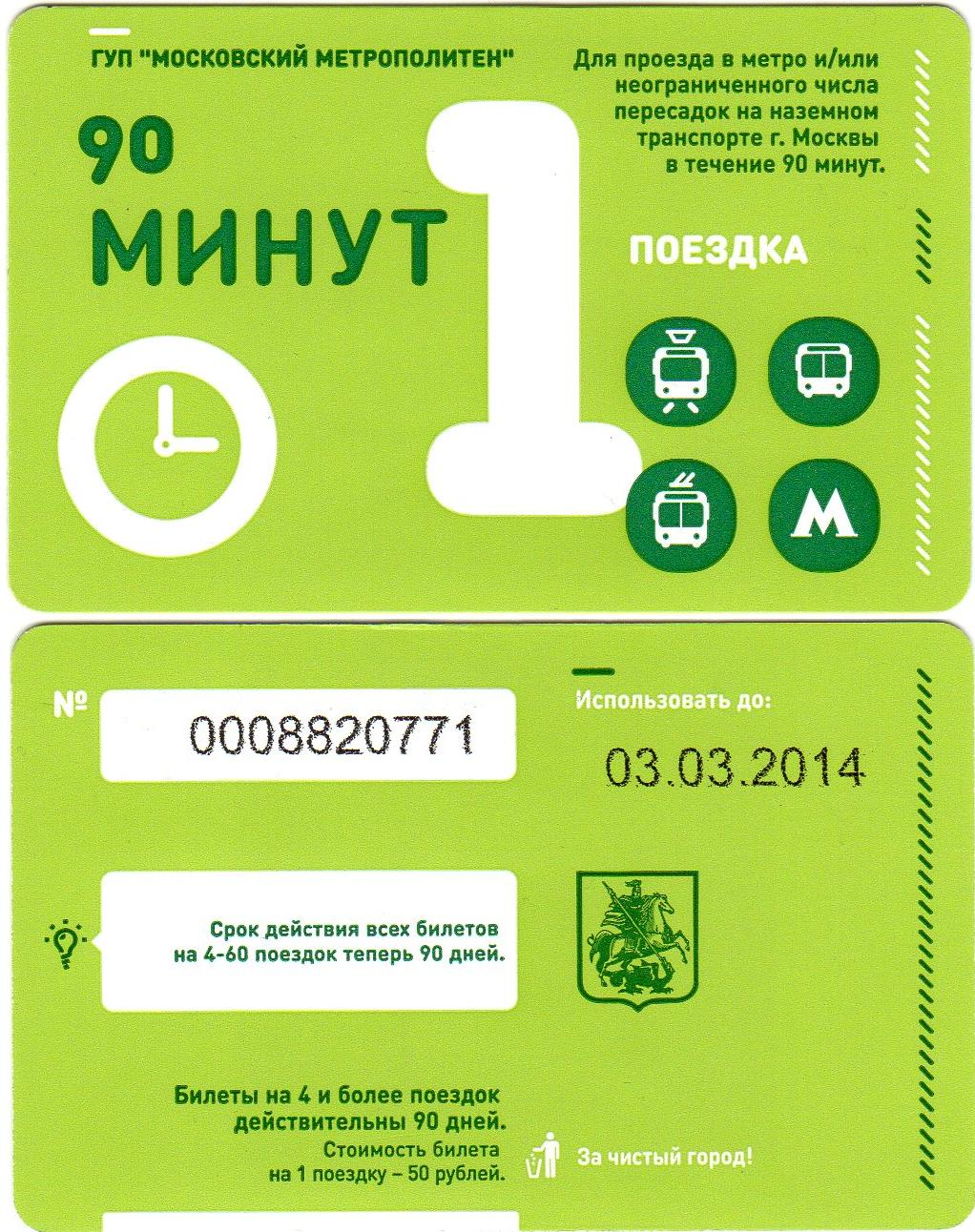
Билет «90 минут» образца 2013 года

1 января 2013 года билеты для проезда на метро стали действовать и на монорельсе. Отдельные билеты для монорельса не продавались. При этом при переходе со станций метро на станции монорельса «ВДНХ» — «Выставочный центр» и «Тимирязевская» — «Тимирязевская» и обратно в течение 90 минут с момента первого прохода на станцию дополнительная поездка не списывалась. Фактически поездка по линии монорельса оплачивалась также как и поездка по любой линии метро, с возможностью бесплатной пересадки на другие линии системы. Данное изменение не касалось держателей банковских карт с функцией безналичной оплаты проезда.
1 февраля 2013 билеты для проезда на метро и монорельсе с ограничением числа поездок заменены едиными билетами на все виды муниципального транспорта Москвы.
2 апреля 2013 полностью обновлены тарифы, введён электронный кошелёк «Тройка» и билет «90 минут». Изменена стоимость билетов причём в разную сторону: билеты на 20 и 60 поездок подешевели, в то время как 1, 2, 5 поездок стали дороже, а к билетам на 10 поездок при удорожании добавлена 11-я поездка. Кроме того введён билет на 40 поездок. Реальная стоимость проезда по маршруту с использованием и наземного транспорта, и метро сократилась вплоть до 20 рублей за поездку при покупке билета на 60 поездок и 30 рублей при использовании билета «90 минут» на 60 поездок (при неограниченном количестве поездок в наземном транспорте). Введены единые безлимитные проездные на все виды транспорта. При этом их стоимость больше, чем у старых, но меньше, чем у проездных на метро и наземный транспорт, покупавшихся ранее по отдельности.
1 июня 2013 года в рамках электронного кошелька появилась возможность использовать принцип «90 минут».
С 1 июля 2013 года у водителей наземного транспорта остались билеты «ТАТ» на 4 и 40 поездок и «90 минут» на 1 и 2 поездки (билеты «ТАТ» на 40 поездок продаются водителями не всех парков/депо Мосгортранса).
С августа 2013 года билеты «ТАТ», «Единые», «90 минут» и «Тройки» стали доступны на территории Новой Москвы, а также Зеленограда.
С 7 сентября 2013 года расширились возможности карты «Тройка»: помимо обычных билетов, на карту теперь можно записывать билеты на пригородные электропоезда (на 2013 год — за исключением поездов Ленинградского направления: АО «МТ ППК» отказалась от участия в программе).
20 сентября 2013 года — дальнейшее расширение возможностей «Тройки»: Появление возможности записи любого тарифа билетов «ТАТ», «Единый» и «90 минут», включая безлимитные, а также абонементов для электропоездов.
1 января 2014 года — «Единые» билеты на 1 или 2 поездки заметно подорожали до 40 и 80 рублей соответственно, в рамках борьбы за уменьшение очередей и стимулирования покупки билетов на большое количество поездок сразу.
1 января 2014 года — появление возможности записи проезда в зоне Б по тарифу 26 рублей, а также записи билетов «Автобус»: изумрудных для проезда в зоне Б или переходной зоне, серых для проезда между зонами.
С момента ввода бесконтактных билетов, власти Москвы активно стимулируют пассажиров покупать билеты на значимое число поездок единовременно, непропорционально повышая при этом стоимость билетов на одну разовую поездку. Так, согласно тарифам, введённым 1 февраля 2015 года, стоимость разовой поездки в метро или наземном транспорте составляет 50 рублей, в то время как, купив билет на 60 поездок, пассажир платит 1400 рублей (лишь 23,33 рубля за поездку). В случае же с безлимитными проездными или билетами «90 минут» одна поездка может стоить ещё меньше (при условии большого количества поездок по городу). Так, в случае покупки билета «90 минут» на 60 поездок, одна поездка «90 минут» стоит 35 рублей, при использовании трех видов транспорта на каждую поездку (автобус + метро + автобус) стоимость одной поездки составляет уже всего лишь 11,66 рублей, а при использовании безлимитных проездных может быть и ещё меньше.

### История изменения стоимости проезда
| Действует с | Стоимость одной поездки, ₽ | Стоимость одной поездки, ₽                  | Стоимость одной поездки, ₽ | Средства оплаты                                                         | Примечание                                  |
| Действует с | Разовая оплата             | Абонемент (1935), кошелёк «Тройка» (с 2013) | Тариф «90 минут»           | Средства оплаты                                                         | Примечание                                  |
| ----------- | -------------------------- | ------------------------------------------- | -------------------------- | ----------------------------------------------------------------------- | ------------------------------------------- |
| 15.05.1935  | 0,50                       |                                             |                            | Билет                                                                   |                                             |
| 01.08.1935  | 0,40                       | 0,35                                        |                            | Билет                                                                   |                                             |
| 10.10.1935  | 0,30                       | 0,25                                        |                            | Билет                                                                   |                                             |
| 31.05.1942  | 0,40                       |                                             |                            | Билет                                                                   |                                             |
| 16.08.1948  | 0,50                       |                                             |                            | Билет                                                                   | Без учёта деноминации 1947 года             |
| 01.01.1961  | 0,05                       |                                             |                            | Монета 5 копеек                                                         | Деноминация 1961 года                       |
| 02.04.1991  | 0,15                       |                                             |                            | Три монеты 5 копеек или одна 15 копеек                                  |                                             |
| 01.03.1992  | 0,50                       |                                             |                            | Жетон                                                                   |                                             |
| 24.06.1992  | 1                          |                                             |                            | Жетон                                                                   |                                             |
| 12.12.1992  | 3                          |                                             |                            | Жетон                                                                   |                                             |
| 16.02.1993  | 6                          |                                             |                            | Жетон                                                                   |                                             |
| 25.06.1993  | 10                         |                                             |                            | Жетон                                                                   |                                             |
| 15.10.1993  | 30                         |                                             |                            | Жетон                                                                   |                                             |
| 01.01.1994  | 50                         |                                             |                            | Жетон                                                                   |                                             |
| 18.03.1994  | 100                        |                                             |                            | Жетон                                                                   |                                             |
| 23.06.1994  | 150                        |                                             |                            | Жетон                                                                   |                                             |
| 21.09.1994  | 250                        |                                             |                            | Жетон                                                                   |                                             |
| 20.12.1994  | 400                        |                                             |                            | Жетон                                                                   |                                             |
| 20.03.1995  | 600                        |                                             |                            | Жетон                                                                   |                                             |
| 21.07.1995  | 800                        |                                             |                            | Жетон                                                                   |                                             |
| 20.09.1995  | 1000                       |                                             |                            | Жетон                                                                   |                                             |
| 21.12.1995  | 1500                       |                                             |                            | Жетон                                                                   |                                             |
| 11.06.1997  | 2000                       |                                             |                            | Билет с магнитной полосой                                               |                                             |
| 01.01.1998  | 2                          |                                             |                            | Билет с магнитной полосой                                               | Деноминация 1998 года                       |
| 01.09.1998  | 3                          |                                             |                            | Билет с магнитной полосой                                               |                                             |
| 01.01.1999  | 4                          |                                             |                            | Билет с магнитной полосой                                               |                                             |
| 15.07.2000  | 5                          |                                             |                            | Билет с магнитной полосой                                               |                                             |
| 01.10.2002  | 7                          |                                             |                            | Билет с магнитной полосой                                               |                                             |
| 01.04.2004  | 10                         |                                             |                            | Билет с магнитной полосой                                               |                                             |
| 01.01.2005  | 13                         |                                             |                            | Билет с магнитной полосой                                               |                                             |
| 01.01.2006  | 15                         |                                             |                            | Билет с магнитной полосой                                               |                                             |
| 01.01.2007  | 17                         |                                             |                            | Билет с магнитной полосой                                               |                                             |
| 01.01.2008  | 19                         |                                             |                            | Бесконтактный билет или электронный счёт на транспортной карте (с 2013) |                                             |
| 01.01.2009  | 22                         |                                             |                            | Бесконтактный билет или электронный счёт на транспортной карте (с 2013) |                                             |
| 01.01.2010  | 26                         |                                             |                            | Бесконтактный билет или электронный счёт на транспортной карте (с 2013) |                                             |
| 01.01.2011  | 28                         |                                             |                            | Бесконтактный билет или электронный счёт на транспортной карте (с 2013) |                                             |
| 02.04.2013  | 30                         | 28                                          | 50                         | Бесконтактный билет или электронный счёт на транспортной карте (с 2013) |                                             |
| 01.01.2014  | 40                         | 28                                          | 50                         | Бесконтактный билет или электронный счёт на транспортной карте (с 2013) |                                             |
| 01.02.2015  | 50                         | 30                                          | 60                         | Бесконтактный билет или электронный счёт на транспортной карте (с 2013) |                                             |
| 01.01.2016  | 50                         | 32                                          | 60                         | Бесконтактный билет или электронный счёт на транспортной карте (с 2013) |                                             |
| 01.01.2017  | 55                         | 35                                          | 65                         | Бесконтактный билет или электронный счёт на транспортной карте (с 2013) |                                             |
| 02.01.2018  | 55                         | 36                                          | 56                         | Бесконтактный билет или электронный счёт на транспортной карте (с 2013) |                                             |
| 02.01.2019  | 55                         | 38                                          | 59                         | Бесконтактный билет или электронный счёт на транспортной карте (с 2013) |                                             |
| 01.02.2020  | 57                         | 40                                          | 62                         | Бесконтактный билет или электронный счёт на транспортной карте (с 2013) |                                             |
| 02.01.2021  | 60                         | 42                                          | 65                         | Бесконтактный билет или электронный счёт на транспортной карте (с 2013) |                                             |
| 02.01.2022  | 61                         | 46                                          | 69                         | Бесконтактный билет или электронный счёт на транспортной карте (с 2013) | Тариф выше на 1 ₽                           |
| 02.01.2023  | 62                         | 50                                          | 75                         | Бесконтактный билет или электронный счёт на транспортной карте (с 2013) | Новый тариф представлен 15 ноября 2022 года |
| 15.10.2023  | 65                         | 54                                          | 81                         | Бесконтактный билет или электронный счёт на транспортной карте (с 2013) | Новый тариф представлен 3 октября 2023 года |
| 20.05.2024  | 70                         | 57                                          | 85                         | Бесконтактный билет или электронный счёт на транспортной карте (с 2013) | Новый тариф представлен 8 мая 2024 года     |
| 02.01.2025  | 75                         | 63                                          | 94                         | Бесконтактный билет или электронный счёт на транспортной карте (с 2013) | Новый тариф представлен 6 декабря 2024 года |
| 01.06.2025  | 80                         | 67                                          | 100                        | Бесконтактный билет или электронный счёт на транспортной карте (с 2013) | Новый тариф представлен 20 мая 2025 года    |

## Возможность введения тарифных зон
С первых лет работы Московского метрополитена стоимость проезда не зависела от длины маршрута, количества сделанных пересадок. Это положение актуально до сих пор. В 2000-е годы руководством метрополитена прорабатывался вопрос о введении тарифных зон по аналогии с пригородными электропоездами. Для этого при открытии Бутовской линии в переходе со станции «Бульвар Дмитрия Донского» даже были установлены турникеты, демонтированные лишь в 2013 году. По мнению Д. Гаева, введение тарифных зон возможно не ранее появления Третьего пересадочного контура, когда у пассажиров появится возможность выбора альтернативных маршрутов. После смены руководства метрополитена в 2011 году данный вопрос больше официально не обсуждался.
В феврале 2019 года метрополитен разрабатывает возможность единой билетной системы считывать зональные тарифы электричек, однако пресс-служба метро пояснила, что не планируется вводить зональные тарифы на проезд в метрополитене, но ведётся разработка системы оплаты для всего общественного транспорта города. Идея с зональной оплатой проезда была реализована при оплате Московских центральных диаметров, частично интегрированных с метрополитеном: хотя в центральной зоне можно пользоваться кошельком «Тройки», записанными на ней билетами, банковскими картами по привычным тарифам, но в пригородной зоне нужна доплата либо заранее покупать более дорогой абонемент на 30, 90 дней или год.

## Интересный факт
31 июля 1991 года фирма «МММ» устроила день бесплатного проезда в московском метро.